# Historia Wigier Suwałki

## Wiek XX

### Lata 40. i 50.

#### Sezony 1946-1949
W 1946 roku przy 57. Pułku Piechoty powstał klub WKS Suwałki (Wojskowy Klub Sportowy Suwałki). Drużyna ta, zajęła trzecie miejsce w finale mistrzostw okręgu białostockiego (drugi stopień rozgrywek ligowych w Polsce). Rok później, zespół przyjął nazwę WKS Wigry Suwałki – tę datę dzisiaj przyjmuje się za oficjalne utworzenie klubu. Drużyna pod nowym szyldem wywalczyła drugie miejsce w A Klasie mistrzostw okręgu białostockiego (drugi stopień rozgrywek ligowych). Rok później zajęła miejsce czwarte i nie wywalczyła awansu ani do I ligi ani do startującej od przyszłego sezonu II ligi. Tym samym w kolejnym sezonie (1949) zespół grał dalej w A Klasie mistrzostw okręgu białostockiego ale która stanowiła już trzeci stopień rozgrywek ligowych. Zespół zajął w tamtym sezonie czwarte miejsce.

#### Sezon 1949/1950
W następnym sezonie, aby mistrz okręgu mógł się odpowiednio przygotować do letnich eliminacji o awans do II ligi, podjęto decyzję o rozgrywaniu ligi na tym stopniu systemem jesień-wiosna. Stąd rozgrywki toczyły się na przełomie roku 1949 i 1950. WKS Wigry Suwałki zajęły w nich trzecie miejsce i podczas rozgrywek zanotowały jedno z najwyższych zwycięstw w lidze – 7:0 z Kolejarzem Starosielce w meczu rozgrywanym w Suwałkach.

#### Sezon 1951
W kolejnym sezonie powrócono do rozgrywania ligi systemem wiosna-jesień i całe rozgrywki odbyły się w roku kalendarzowym 1951. Był to również rok zmian organizacyjnych w piłce nożnej w całym kraju. W lutym 1951 roku rozwiązano Polski Związek Piłki Nożnej i zastąpiono go przez Sekcję Piłki Nożnej przy Głównym Komitecie Kultury Fizycznej. Analogicznie postąpiono z okręgowymi związkami i tak 4 marca 1951 został rozwiązany Białostocki Okręgowy Związek Piłki Nożnej (jak się później okazało – na sześć lat) i został zastąpiony przez Sekcję Piłki Nożnej przy Wojewódzkim Komitecie Kultury Fizycznej. Wiązała się z tym również zmiana obowiązującego na dotychczasowych szczeblach okręgowych nazewnictwa ligowego w całej Polsce. I tak zlikwidowano obowiązujące klasy A, B i C. Najwyższy szczebel zmagań w owym sezonie na tym poziomie nosił miano klasy wojewódzkiej (odpowiadający dawnej klasie A). Występujące w niej dziewięć zespołów podzielono na dwie terytorialne grupy. Zdobywcy pierwszych miejsc w obu grupach spotkali się następnie w dwumeczu o tytuł mistrza okręgu i możliwość w eliminacjach o awans do II ligi. Stąd WKS Wigry Suwałki występujące w drugiej czterozespołowej grupie klasy wojewódzkiej zajęły ostatnie miejsce – w ostatecznej klasyfikacji klasy wojewódzkiej było to miejsce siódme bądź ósme ex-aequo z Unią Hajnówka (dokładne skorygowanie wyniku nie jest możliwe z powodu, iż w ostatecznej klasyfikacji drużyny, które w swych grupach zajęły równorzędne miejsca, zostały sklasyfikowane ex-aequo). Podczas rozgrywek Wigry doznały m.in. wysokiej porażki 2:8 na własnym terenie w derbach miasta ze zwycięzcą swojej grupy – Budowlanymi Suwałki. Z kolei Budowlani Suwałki w finałowym dwumeczu o tytuł mistrza okręgu doznali dwóch porażek z Budowlanymi Białystok 1:3 (dom) i 1:4 (wyjazd).

#### Sezon 1952
W 1952 roku nazwę klubu WKS Wigry Suwałki przemianowano na WKS Suwałki. W tym sezonie decyzją działaczy z Sekcji Piłki Nożnej przy Wojewódzkim Komitecie Kultury Fizycznej doszło do znacznego powiększenia liczby klubów w klasie wojewódzkiej – z 9 do 24. Zostały one podzielone na cztery grupy terytorialne, których zwycięzcy spotkali się w półfinałach, a następnie w finale o tytuł mistrza klasy wojewódzkiej i awans do startującej od przyszłego sezonu III ligi. Stąd WKS Wigry znalazły się w jednej grupie z dwoma innymi lokalnymi rywalami: Budowlanymi Suwałki i Spójnią Suwałki. Podczas rozgrywek klub WKS Suwałki prezentował słabą formę i zajął ostatnie miejsce w swojej grupie, której zwycięzcą okazał się zespół Budowlanych Suwałki. Budowlani w dwumeczu półfinałowym ulegli ostatecznemu mistrzowi klasy wojewódzkiej – GWKS Ełk. W ostatecznej klasyfikacji klasy wojewódzkiej zespół WKS Suwałki zajął 20/22. miejsce (dokładne skorygowanie wyniku nie jest możliwe z powodu, iż w ostatecznej klasyfikacji drużyny, które w swych grupach zajęły równorzędne miejsca, zostały sklasyfikowane ex-aequo) plasując się za Budowlanymi Suwałki (miejsce 3/4) i Spójnią Suwałki (miejsce 9/12). Niska pozycja w ligowej tabeli spowodowała rozwiązanie zespołu WKS Suwałki. Po zakończeniu rozgrywek klasy wojewódzkiej, zarządzono od następnego sezonu powrót w całym kraju do poprzedniej, tradycyjnej formy rywalizacji – z podziałem na klasy A, B i C. W związku z tym działacze Sekcji Piłki Nożnej przy Wojewódzkim Komitecie Kultury Fizycznej w Białymstoku podjęli decyzję, iż w nowej reaktywowanej klasie A będzie uczestniczyło osiem zespołów przy czym kryterium wyboru zespołów nie były wyłącznie wyniki sportowe. Końcowo w klasie A na sezon 1953 znalazły się dwa suwalskie kluby: Budowlani Suwałki i Spójnia Suwałki.

#### Sezon 1953
Reorganizacja rozgrywek w sezonie 1953: utworzenie III ligi i powrót do klas A,B,C, spowodowały, że Klasa A stała się de facto czwartym stopniem rozgrywek w Polsce. Dwa pierwsze zespoły w Klasie A na koniec sezonu uzyskiwały prawo do gry w eliminacjach o awans do III ligi. Na półmetku ligi stało się jasne, że równorzędną walkę o eliminacje do wyższej klasy rozgrywkowej stoczą cztery zespoły: Kolejarz Ełk, Gwardia II Białystok, Budowlani Sokółka i Spójnia Suwałki. Ostatecznie Spójnia zajęła czwarte miejsce, mimo tego, że miała identyczny dobytek punktowy jak Budowlani Sokółka i Gwardia Białystok – posiadała gorszy bilans bramkowy od obu tych drużyn. Zwycięzcą rozgrywek okazał się Kolejarz Ełk. Za Spójnią, na piątym miejscu w ligowej tabeli uplasowała się drużyna Budowlanych Suwałki – ale posiadała zdecydowanie gorszą zdobycz punktową (osiem punktów straty). Mimo tego, osiągnęli oni jedno z najwyższych zwycięstw w lidze – wyjazdowe 8:0 z KS II Ełk (dawniej GWKS II Ełk).

#### Sezon 1954
W sezonie 1954 niekwestionowanym liderem była drużyna Kolejarza Ełk, która po raz drugi z rzędu wygrała mistrzostwo okręgu białostockiego. Jedyną drużyną z którą ełczanie przegrali był zespół Budowlanych Suwałki. W Suwałkach padł remis 3:3, z kolei w rundzie rewanżowej Budowlani zdołali zwyciężyć 1:0. Ostatecznie Budowlani Suwałki zajęli czwartą pozycję w ligowej tabeli z takim samym dorobkiem punktowym jak trzecia Gwardia II Białystok i piąty zespół Budowlanych Białystok. Druga z suwalskich drużyn – Spójnia Suwałki, wyprzedziła trzy wymienione jednym punktem i uplasowała się na drugiej pozycji. Uczyniła to w ostatniej nadarzającej się sytuacji, bowiem wygrali oni dwa zaległe mecze rozegrane już po ostatniej serii gier. Zwyciężyli w jednostronnych derbach Suwałk 4:0 z Budowlanymi i 2:0 z Budowlanymi Sokółka. Grę Spójni charakteryzowała ścisła gra defensywna, zajęli oni drugie miejsce pomimo posiadania jednej z najgorszych ofensyw w lidze (zaledwie 21 zdobytych bramek), natomiast stracili tylko 13 bramek (zaledwie o 1 więcej od prowadzącego Kolejarza).

#### Sezon 1955
Na początku roku 1955 Spójnia przeszła fuzję z Budowlanymi i w drugiej rundzie sezonu występowała pod nazwą Sparta Suwałki. W dwunastozespołowej rywalizacji o mistrzostwo okręgu na przestrzeni całego sezonu prym wiodły dwie drużyny: Sparta Suwałki i Pogoń Łapy (dawniej Kolejarz Łapy). Na początku sezonu w walkę o awans włączyła się drużyna Victorii Białystok, dokonała tego za sprawą pięciu zwycięstw i dwóch remisów w pierwszych siedmiu ligowych pojedynkach. Na tym etapie rozgrywek była liderem z przewagą dwóch punktów nad Spartą Suwałki i Pogonią Łapy ale z kolejnymi meczami białostocczanie usuwali się w dół ligowej tabeli ostatecznie zajmując siódme miejsce na koniec sezonu. Walka między dwoma konkurentami do mistrzostwa okręgu była zacięta. Pierwsze spotkanie pomiędzy Spartą a Pogonią Łapy odbyło się w ramach 4. kolejki na stadionie w Suwałkach i miało ono dramatyczny przebieg. W prasie znalazły się żywiołowe opisy przebiegu tego spotkania. Do przerwy suwalczanie prowadzili 1:0 dzięki bramce autorstwa Wierżajtysa. W 50. minucie padło wyrównanie po bramce Bargielskiego. W ostatnich minutach spotkania suwalczanie znowu objęli prowadzenie po samobójczej bramce łapian. Tuż przed zakończeniem spotkania zespół Pogoni miał szansę do wyrównania, ale w sytuacji sam na sam z suwalskim bramkarzem napastnik Pogoni strzelił ponad bramką. Mecz zakończył się wynikiem 2:1. Ostatecznie na półmetku rozgrywek liderem byli suwalczanie z przewagą jednego punktu nad Pogonią Łapy. Suwalczanie w pierwszej serii meczów stracili punkty tylko w dwóch spotkaniach: przegranym 1:2 w Suwałkach w ramach 5. kolejki z Victorią Białystok oraz w 8. kolejce zremisowanym 3:3 na wyjeździe z Budowlanymi Grajewo. Po czterech pierwszych meczach rundy rewanżowej (w czasie których łapczanie odnieśli trzy nietypowe zwycięstwa – walkowery z Budowlanymi Grajewo i Spartą Hajnówka oraz najwyższe w lidze zwycięstwo 15:2 z Jagiellonią Białystok) Sparta Suwałki i Pogoń Łapy zrównały się punktowo i przystępowały do kolejnego meczu, którego stawką było objęcie pozycji lidera. Ten mecz na szczycie ligi również był opisywany w lokalnej prasie. Gospodarzem spotkania była Pogoń, ale przez pierwszy kwadrans wydawało się mecz toczy się na boisku suwałczan – to oni dominowali w tym okresie gry przeprowadzając jeden szybki atak za drugim. Efektem tego były dwie bramki zdobyte przez Wierżajtysa i Dziedziecha w przeciągu pierwszych piętnastu minut. To prowadzenie suwalczanie utrzymywali do 77 minuty, kiedy to bramkę kontaktową dla Pogoni zdobył Wiesław Łapiński (ojciec reprezentanta Polski Tomasza Łapińskiego). W końcówce spotkania łapinianie mieli dogodną sytuację do wyrównania wyniku ale jej nie wykorzystali. Mecz zakończył się wyjazdowym zwycięstwem Sparty Suwałki 2:1. To zwycięstwo dało suwalczanom dwupunktową przewagę nad Pogonią, której do końca sezonu nie strwonili. Zespół z Suwałk do końca rywalizacji nie przegrał już ani jednego meczu, choć zdarzyło im się podzielić punktami z Gwardią II Białystok (wyjazdowe 0:0 w 19. kolejce) i Warmią Grajewo (domowe 1:1 w 20. kolejce). W ostatniej kolejce na stadionie w Suwałkach suwalczanie przypieczętowali swój awans do wyższej klasy rozgrywkowej efektownym zwycięstwem 11:0 z Wissą Szczuczyn. Sparta zakończyła sezon z przewagą trzech punktów nad drugą Pogonią Łapy. Jej grę cechowała stalowa obrona – miała najmniej straconych goli wśród całej ligowej stawki (20) oraz bardzo silną formację ofensywną – 83 zdobyte gole (pięć mniej od liderującej pod tym względem Pogoni Łapy). Podstawową jedenastkę w sezonie stanowili Wacław Rosowski – Romuald Wierzbicki, Wacław Dacz (jednocześnie grający szkoleniowiec), Zygmunt Rucińskim – Aleksander Barancewicz, Jerzy Koncewicz – Zdzisław Wierżajtys, Stanisław Anuszkiewicz, Marian Szczęsnowicz, Stanisław Białowiec, Roman Dziedziech.
Drużyna ta, jako pierwszy suwalski klub, wywalczyła awans do III ligi.
| Sezon 1955 – ogólny skład drużyny |
| --- |
| bramkarze: Wacław Rosowski, Ryszard Ciborowski, Jan Łapiński obrońcy: Romuald Wierzbicki, Wacław Dacz, Zygmunt Ruciński, Tadeusz Krejczman, Czesław Wierzbicki, Edward Dobryłko, Ryszard Konopko, Michał Sokołowski pomocnicy: Aleksander Barancewicz, Jerzy Koncewicz, Józef Milda napastnicy: Zdzisław Wierżajtys, Stanisław Anuszkiewicz, Marian Szczęsnowicz, Stanisław Białowiec, Roman Dziedziech, Stanisław Chudy, Czesław Zdaniuk trener: Wacław Dacz (grający) |

#### Sezon 1956
Przed pierwszym sezonem w III lidze w 1956 r., działacze postanowili że koniecznie potrzebne są wzmocnienia i uznali że najlepszym wyjściem z tej sytuacji będzie kolejna fuzja suwalskich klubów. I tak na przełomie roku 1955 i 1956 z połączenia wszystkich miastowych zespołów powstał jeden SKS Wigry (Suwalski Klub Sportowy Wigry). Ustalono też, iż nowo powstały klub będzie kontynuatorem tradycji WKS Suwałki, Spójni, Budowlanych, Związkowca, Zrywu i innych pomniejszych klubów rozwiązanych po powstaniu SKS Wigry. Jako stowarzyszenie SKS Wigry Suwałki został zarejestrowany w roku 1957.
Trzecioligowy debiut suwalskich piłkarzy miał miejsce 8 kwietnia 1956 roku w Warszawie. W pojedynku z tamtejszą Stalą Okęcie Wigry odniosły zwycięstwo 2:1 po golach Jacynowicza i Szczęsnowicza. Wigry wybiegły na boisko w składzie: Wacław Rosowski – Wacław Dacz, Zygmunt Ruciński, Czesław Wierzbicki – Mieczysław Kowalewski – Zenon Kucharczyk, Stanisław Białowiec, Stanisław Anuszkiewicz, Zdzisław Wierżajtys, Józef Jacynowicz, Marian Szczęsnowicz. Trenerem suwalczan był sprowadzony z Gorzowa Wielkopolskiego Tadeusz Skóra. Jak się później okazało, było to pierwsze i ostatnie zwycięstwo Wigier podczas tych rozgrywek. Podopieczni Tadeusza Skóry okazali się za słabi na trzecioligowe rozgrywki. Sytuację Wigier skomplikował również fakt, iż kilku kluczowych zawodników w trakcie sezonu musiało odejść ze względu na służbę wojskową.
W prasie z tamtego czasu odnotowano nietypowe zdarzenie – podczas rozgrywek na wszystkie mecze wyjazdowe Wigier jeździła wierna grupa suwalskich kibiców, którzy zawsze zabierali ze sobą gołębie w dwóch kolorach: czarne i białe. Po zakończeniu spotkania wypuszczali oni swoje ptaki: czarne – jeśli Wigry przegrały, białe – gdy Wigry wygrały bądź zremisowały. Gołębie leciały w gromadzie prosto do domu i to one, jako pierwsze przynosiły do Suwałk nowinę o wyniku spotkania. W przeważającej części były to informacje smutne, gdyż poza debiutanckim zwycięstwem Wigry zdołały zremisować tylko dwa mecze. Reszta spotkań kończyła się porażką suwalczan. I tak z dobytkiem 5 pkt. Wigry zajęły ostatnie dwunaste miejsce w III lidze i spadły do klasy A mistrzostw okręgu białostockiego.
| Sezon 1956 – ogólny skład drużyny |
| --- |
| bramkarze: Wacław Rosowski, Lech Ziółek obrońcy: Romuald Wierzbicki, Wacław Dacz, Zygmunt Ruciński, Czesław Wierzbicki, Edward Dobryłko pomocnicy: Mieczysław Kowalewski, Zbigniew Tomaszewski, Aleksander Barancewicz, napastnicy: Zdzisław Wierżajtys, Stanisław Anuszkiewicz, Marian Szczęsnowicz, Stanisław Białowiec, Józef Jacynowicz, Waldemar Gajda, Zenon Kucharczyk, Ryszard Sawicki trener: Władysław Sieja |

#### Sezon 1957
W sezonie 1957 Wigry miały być jedną z drużyn rywalizujących o awans do III ligi. I faktycznie tak było: całą rundę wiosenną spędzili w grupie drużyn bijących się o pozycję lidera w ligowej tabeli. Na półmetku sezonu suwalczanie znajdowali się za drużyną Ogniska Białystok i ŁKS-u Łomża. Już w pierwszym meczu rundy rewanżowej Wigry spotkały się z łomżyńskim rywalem do awansu. Wyjazdowy mecz okazał się wysoką porażką Wigier – 2:9. Ten pogrom podłamał suwalski zespół i już po kilku następnych kolejkach odpadł z rywalizacji o mistrzostwo okręgu. Ostatecznie Wigry zajęły siódmą lokatę. Niewątpliwą przeszkodą w skutecznej walce o pierwszą lokatę była słaba formacja defensywna – suwalczanie stracili w całym sezonie 54 gole (był to trzeci wynik pod tym względem w całej lidze).

#### Sezon 1958
W sezonie 1958 Wigry nie znajdowały się już w grupie walczącej o mistrzostwo okręgu. Na koniec sezonu zajęły piąte miejsce w lidze ze zdobyczą 25 pkt. (tyle samo co czwarta Pogoń Łapy). To miejsce dało suwalczanom awans do ligi okręgowej, będącej od kolejnego sezonu trzecim stopniem rozgrywek w kraju. Tym samym dotychczasowa Klasa A stała się drugim stopniem rozgrywek o mistrzostwo okręgu białostockiego. Było to związane z reorganizacją rozgrywek i likwidacją III ligi.

#### Sezon 1959
W sezonie 1959 Wigry znowu były w grupie drużyn walczących o mistrzostwo okręgu, które po reorganizacji systemu rozgrywek dawało prawo występu w eliminacjach o awans do II ligi. Na półmetku Wigry zajmowały trzecią lokatę ze stratą trzech punktów do drugiej Gwardii Białystok i czterech do liderującego Mazura Ełk. Pomimo niewielkiego dystansu pomiędzy suwalczanami a tymi dwoma zespołami, Wigry w bezpośrednich starciach odniosły z nimi wysokie porażki. Z gwardią wyjazd zakończył się przegraną 0:4, z kolei w Suwałkach potyczka z Mazurem – klęską 0:5. W rundzie rewanżowej z walki o mistrzostwo Wigry odpadły po kilku rozegranych spotkaniach. Mimo tego miały wpływ na wyłonienie zwycięzcy rozgrywek – po zwycięstwie 3:0 suwalczan na własnym terenie z Gwardią Białystok w ramach meczów 11. kolejki, Mazur Ełk uzyskał nad białostocczanami przewagę trzech punktów w ligowej tabeli. Ełczanie nie oddali przewagi do końca sezonu i to oni zostali mistrzem okręgu. Ze względu na liczbę strzelonych goli warto odnotować jesienny mecz pomiędzy liderującym Mazurem a trzecimi Wigrami. Zwycięstwo 5:4 odnieśli grający na własnym terenie ełczanie. Dwa gole z rzutów karnych dla Mazura strzelił Załęski, zaś po jednym Białowiec, Stefański i Karpowicz, natomiast dla gości: dwa Jacynowicz i po jednym Anuszkiewicz i Kucharczak. Wigry ostatecznie uplasowały się na trzeciej pozycji w ligowej tabeli ze stratą czterech punktów do drugiej Gwardii i ośmiu do liderującego Mazura.
Po zakończeniu rywalizacji sezonu 1959, władze Białostockiego OZPN podjęły decyzję o zdegradowaniu do A klasy trzecich w tabeli ligi okręgowej Wigier Suwałki do A klasy przy utrzymaniu ich pozycji w klasyfikacji. Powodem tej decyzji był fakt, iż suwalscy juniorzy oddali w 1959 roku w rozgrywkach wojewódzkich zbyt wiele meczów walkowerem.

### Lata 60.
Wigry po rozegraniu jednej rundy w A Klasie w 1960 r., powróciły do „okręgówki”. Było to spowodowane tym, iż w połowie 1960 roku zmieniono w Polsce system rozgrywek z wiosna-jesień na obowiązujący do dziś jesień-wiosna. Do końca dekady suwalczanie nie zdołali awansować do wyższej klasy rozgrywkowej. Miejsca w lidze, które Wigry zajmowały w kolejnych sezonach to: trzecie, piąte, dziewiąte, trzecie, ósme, czwarte, trzecie, czwarte, trzecie i w sezonie 1969-1970 drugie.
Lata sześćdziesiąte XX w. to dla Wigier, także okres pojawienia się w klubie pierwszego talentu. Niepodważalnie największym był Zbigniew Kwaśniewski – jeden z symboli Wigier. Wychowanek Suwalskiego klubu słynął głównie z nienagannej techniki. Kwaśniewski po czterech sezonach spędzonych w Wigrach, przeniósł się do Włókniarza Białystok, Gwardii Warszawa, a następnie Odry Opole, gdzie był podopiecznym Antoniego Piechniczka. Selekcjoner wypowiadał się o nim w samych superlatywach, mówiąc że gdyby urodził się w większym mieście niż Suwałki – Kwaśniewski zrobiłby bardziej owocną karierę. Piłkarz również występował w reprezentacji Polski.
W roku 1965, swój epizod w barwach Wigier zaliczył Henryk Apostel. Znany piłkarz, który zdobył m.in. mistrzostwo polski z Polonią Bytom w 1962 i Puchar Polski z Legią Warszawa w 1964, zagrał w barwach Wigier kilka meczów.
W 1969 r. i 1970 r. Wigry wygrały Puchar Polski na szczeblu okręgowym.

#### Sezon 1960
W 1960 roku Wigry występowały w klasie A mistrzostw okręgu białostockiego, która stanowiła czwarty stopień rozgrywek w kraju. Suwalczanie spędzili tam pół roku, co było spowodowane kolejną reformą rozgrywek piłkarskich w okręgu białostockim – zmianą systemu rozgrywania sezonu na jesień-wiosna z dotychczas obowiązującego wiosna-jesień. Zespół z Suwałk awansował do ligi okręgowej z pierwszego miejsca wyprzedzając drugą Pogoń Łapy o 3 pkt. i trzecią Warmię Grajewo o 6 pkt. Dzięki powiększeniu ligi okręgowej z ośmiu do dziesięciu ekip obowiązującemu od kolejnego sezonu wszystkie trzy drużyny uzyskały awans.

#### Sezon 1960/1961
Powróciwszy do klasy okręgowej (wówczas trzeci stopień rozgrywek w kraju) suwalczanie prezentowali wysoką formę. Pierwsze pięć meczów zwyciężyli i od drugiej serii gier przewodzili w ligowej klasyfikacji. Beniaminka z Suwałk w szóstej kolejce zatrzymał ZKS Zambrów – remis 1:1 (bramkę dla gospodarzy zdobył Żelaźnicki, dla Wigier Wierżajtys). Pierwsza porażka w sezonie w ósmej kolejce z ówczesnym mistrzem okręgu Gwardią Białystok (3:2 dla białostocczan, bramki dla gospodarzy zdobyli bracia Bayer i Gilewski, dla Wigier Anuszkiewicz i Kondracki) skutkowała spadkiem suwalczan na drugie miejsce w tabeli. Natomiast już tydzień później suwalski zespół zwyciężył w bezpośrednim meczu z liderującym Mazurem Ełk (2:0 dla Wigier, po bramkach Wierżajtysa i Kondrackiego) i na koniec rundy jesiennej to klub z Suwałk znajdował się na szczycie ligowej tabeli.
W pierwszym meczu rundy rewanżowej Wigry niespodziewanie poniosły porażkę 1:2 na własnym stadionie z przedostatnią wtedy Puszczą Hajnówka tym samym tracąc pozycję lidera na rzecz Mazura Ełk. Z kolei przegrana Mazura z Gwardią Białystok i remis 1:1 Wigier z Warmią Grajewo w następnej serii gier spowodowała, że po 11 kolejce na czele tabeli z taką samą liczbą punktów znalazły się Wigry, Gwardia i Mazur. Taka sytuacja utrzymywała się do czasu gdy w 15. kolejce swój mecz zremisowała Gwardia. Wówczas po zwycięstwach w swoich meczach Mazur i Wigry (4:2 z ZKS-em Zambrów po golach Kondrackiego, Myszkowskiego, Kułaka i Koncewicza) przewodziły w tabeli ligowej z przewagą jednego punktu nad białostocczanami, ale spotkania następnej kolejki znów zrównały w tabeli trójkę faworytów. Stało się tak za sprawą porażek ełczan z ostatnią w tabeli Jagiellonią Białystok i suwalczan z Turem Bielsk Podlaski (0:1 po golu Romaniuka) oraz remisu gwardzistów z Ogniskiem Białystok. W następnej – przedostatniej kolejce, doszło do bezpośredniego starcia Wigier z Gwardią, które wyeliminowało suwalczan z walki o mistrzostwo okręgu. To spotkanie było obszernie opisywane w lokalnej prasie ze względu na swój dramatyczny przebieg. Wigry wyszły na prowadzenie w 43. minucie po golu Myszkowskiego, ale tuż przed przerwą w 45. minucie goście doprowadzili do wyrównania dzięki bramce Kurowskiego. Remis nie dawał szans na skuteczną walkę o mistrzostwo żadnej z ekip, co skutkowało wieloma akcjami ofensywnymi w drugiej połowie. Bramka rozstrzygająca zawody padła na minutę przed zakończeniem spotkania. Zwycięskiego gola dla Gwardii zdobył Stefański. Mecz zakończył się wynikiem 2:1 dla gości.
Kolejny, ostatni już mecz Wigier w sezonie mógł również zadecydować o losach mistrzostwa okręgu, bowiem rywalem suwalczan był Mazur Ełk współliderujący w tabeli z Gwardią Białystok. Potyczka zakończyła się wysoką porażką suwalczan 0:4 (dla gospodarzy po dwa gole zdobyli Skorupa i Romańczuk). Swój mecz wygrała również Gwardia i zgodnie z regulaminem o mistrzostwie decydował mecz dodatkowy, który padł łupem białostocczan i to oni ostatecznie zdobyli mistrzostwo okręgu białostockiego. Wigry zajęły trzecią lokatę ze stratą czterech punktów do liderów. Efektownie prezentowała się również formacja ofensywna suwalczan – 47 bramek zdobytych (drugi zespół pod tym względem w lidze).

#### Sezon 1961/1962
Po sezonie w którym Wigry walczyły o awans, sezon 1961/62 okazał się pod tym względem rozczarowaniem. Suwalczanie na przestrzeni całego sezonu nie byli ani przez kolejkę zespołem, który mógłby włączyć się w bój o premiującą lokatę. W tym sezonie w Suwałkach nie rozegrano również żadnego spektakularnego meczu, który zapisał się w annałach suwalskiego klubu. Wigry zajęły piąte miejsce w lidze ze stratą osiemnastu punktów do niepokonanego lidera Mazura Ełk, który przełamał dwuletnią hegemonię Gwardii Białystok.

#### Sezon 1962/1963
Ten sezon był przykładem na stagnację Wigier w środku ligowej stawki w latach sześćdziesiątych. Suwalczanie na przestrzeni całego sezonu prezentowali niestabilną formę – przeplatali porażki zwycięstwami, przy czym tych pierwszych suwalczanie odnieśli więcej (11. porażek, 2. remisy, 9. zwycięstw). Biało-Niebiescy odnosili wysokie klęski np. 1:8 z Mazurem Ełk jak i okazałe wygrane np. 9:0 z Pogonią Łapy. Ostatecznie Wigry uplasowały się na dziewiątej, w powiększonej od tego sezonu, dwunastozespołowej lidze. Triumfatorem rozgrywek drugi raz z rzędu okazał się Mazur Ełk.

#### Sezon 1963/1964
Pierwsza część sezonu była kontynuacją destabilizacji formy suwalskich piłkarzy, którzy regularnie zmierzali w dolne rejony tabeli. Na półmetku sezonu Wigry zajmowały spadkowe – dziewiąte miejsce w lidze (było ono objęte degradacją, ze względu na decyzję o zmniejszeniu liczby drużyn w lidze od kolejnego sezonu – z dwunastu do dziesięciu). Jednak w rundzie rewanżowej Biało-Niebiescy systematycznie pięli się w górę tabeli. W przedostatniej kolejce wygrali 4:2 z ŁKS-em Łomża (po golach Hansa, Karalusa, Jacynowicza i Burby) i wykorzystując porażkę Gwardii Białystok z Turem Bielsk Podlaski wspięli się na trzecią lokatę – mieli oni tyle samo punktów co gwardziści ale lepszy bilans bramkowy. W ostatniej kolejce wygrywając w Zambrowie z tamtejszym ZKS-em 2:1 (po golach Jacynowicza i Burby) suwalczanie utrzymali trzecią pozycję w lidze i zakończyli sezon z ośmioma zwycięstwami, ośmioma remisami i sześcioma porażkami.

#### Sezon 1964/1965
Wigry w rundzie jesiennej prezentowały ustabilizowaną formę. W ósmej kolejce, suwalczanie zremisowali na własnym stadionie 1:1 (po golach Karalusa dla Wigier i Wądołowskiego dla gości) z faworyzowanym zespołem Włókniarza Białystok, który do czasu tego spotkania przewodził w ligowej tabeli. Po tym remisie białostocczan, liderem rozgrywek stał się ZKS Zambrów, który prowadzenia nie oddał do końca rundy jesiennej. Jesienią Wigry były jedyną drużyną, która zdołała wygrać z przewodzącymi zambrowianami. Spotkanie rozegrane w Suwałkach zakończyło się zwycięstwem Biało-Niebieskich 4:1 – po dwa gole dla gospodarzy strzelili Jacynowicz i Karalus. Wigry zakończyły rundę jesienną na czwartym miejscu w ligowej tabeli.
W pierwszej kolejce rundy rewanżowej suwalczanie ustanowili najwyższe zwycięstwo ligi w danym sezonie – 4 kwietnia w Suwałkach pokonali 12:0 Tura Bielsk Podlaski. W tym meczu swoją pierwszą bramkę w barwach suwalskiego klubu strzelił jeden z najwybitniejszych zawodników w historii Wigier – Zbigniew Kwaśniewski. W lokalnej prasie wysokie zwycięstwo suwalczan odebrano jako zwiastun dobrej formy w drugiej części sezonu. Oczekiwania nie zostały jednak spełnione, piłkarze z Suwałk przegrali wiosną sześć z dziewięciu rozegranych meczów i do ostatniej kolejki rywalizowali z Gwardią Białystok o pozostanie w lidze. Ostatecznie Wigry zajęły ósme miejsce w lidze z dorobkiem piętnastu punktów, co dało im utrzymanie się w najwyższej klasie okręgowej. Mistrzostwo okręgu zdobył Mazur Ełk.

#### Sezon 1965/1966
Sezon okazał się okresem przejściowym, gdyż po zakończeniu ligi zaplanowano kolejną reorganizację rozgrywek piłkarskich w kraju. Podjęto decyzję o reaktywowaniu III ligi która została zniesiona w 1958 roku. Nowa liga miała mieć kształt czterech grup terytorialnych liczących po 16 zespołów. Okręgowi białostockiemu przypadły więc dwa miejsca w III lidze, co oznaczało, że awans do III ligi wywalczyły dwa pierwsze zespoły z Klasy A mistrzostw okręgu białostockiego (mogły trzy w przypadku pomyślnego przejścia przez eliminacje do II ligi mistrza okręgu). Sezon 1965/66 podzielono również na dwie nierówne rundy – w ramach pierwszej rozegrano jedenaście spotkań, a w drugiej – siedem.
Wigry pomimo pomyślnych rezultatów odniesionych w bezpośrednich starciach z faworytami ligi, ostatecznie uplasowały się zaledwie na czwartym miejscu w ligowej tabeli. Jednym z takich meczów było zwycięstwo w 15. kolejce na swoim stadionie z liderującym Włókniarzem Białystok 2:1 – bramkę dla gości zdobył w 11 min. Zabielski, wyrównanie w meczu dała bramka strzelona przez Kwaśniewskiego w 43 min. Zwycięską bramkę dla suwalczan również zdobył Kwaśniewski, gol zdobyty nożycami w 65 min. uzyskał w lokalnej prasie miano „efektownego”. Innym istotnym zwycięstwem Wigier było to odniesione w przedostatniej serii gier. Wówczas suwalczanie podejmowali na własnym stadionie lidera tabeli i ostatecznie mistrza okręgu ŁKS Łomża. Prowadzenie w meczu szybko objęli suwalczanie dzięki bramkom Kwaśniewskiego strzelonym w 3 min. i 5 min. meczu. Wynik podwyższył w 31 min. doświadczony napastnik Wigier Jacynowicz, zaś tuż po przerwie Perzanowski zdobył honorową bramkę dla gości i tym samym ustalił wynik spotkania na 3:1.
Słaba formacja ofensywna – 25 strzelonych bramek czyli trzeci najgorszy wynik pod tym względem w lidze, była jednym z powodów niemożności nawiązania przez suwalczan skutecznej walki o awans. Równocześnie Wigry dysponowały jedną z najlepszych formacji defensywnych w lidze – 25 bramek straconych czyli trzeci najlepszy wynik pod tym względem w lidze. Z dorobkiem 20 pkt. Wigry zajęły czwarte miejsce w lidze.

#### Sezon 1966/1967
W tym sezonie zostały wznowione po ośmiu latach przerwy rozgrywki III ligi. Tym samym najwyższa klasa rozgrywek o mistrzostwo okręgu białostockiego w której rywalizowały Wigry Suwałki, stała się czwartym stopniem rozgrywek piłkarskich w kraju. Po pierwszej części sezonu wykrystalizowała się grupa czterech zespołów walczących o awans do III ligi. Na półmetku pierwsze cztery miejsca zajmowały zespoły Husara Nurzec, Mazura Ełk, Sokoła Sokółka i Wigier Suwałki z równym dorobkiem punktowym (16 pkt.).
Po pierwszych trzech kolejkach rundy wiosennej z walki o mistrzowski tytuł wypadł Sokół Sokółka. Po 14. kolejce sokulczanie zajmowali 4. miejsce w tabeli z 18. pkt. Wigry zaś zajmowały 3. miejsce z dorobkiem 20 pkt. i stratą jednego do liderujących zespołów Husara i Mazura. Stratę punktową spowodowały dwa remisy, pierwszy w 13. kolejce odniesiony w Bielsku Podlaskim z tamtejszym Społem (1:1 po golu Niewińskiego dla gospodarzy i Kułaka dla Wigier) i drugi w 14. kolejce z zespołem Skra Czarna Białostocka – 0:0. W kolejnym meczu suwalczanie przegrali w meczu wyjazdowym 1:2 z Gwardią Białystok (po golach Krupińskiego i Danowskiego dla gospodarzy i Smykowskiego dla Wigier). W 16. kolejce Biało-Niebiescy bezbramkowo zremisowali w Suwałkach z Sokołem Sokółka. Ta seria czterech spotkań bez wygranej wykluczyła suwalczan z walki o mistrzostwo okręgu. Rywalizacja o zwycięstwo w lidze toczyła się wówczas jedynie pomiędzy zespołami Husara i Mazura, jednak suwalczanie mieli bezpośredni wpływ na ostatecznego triumfatora rozgrywek.
Przed rozpoczęciem ostatniej ligowej kolejki, zespoły Husara i Mazura miały po 30 pkt. I to ta seria gier zadecydowała o tym, iż mistrzem okręgu z 32 pkt. został Mazur Ełk, bowiem zespół Husara przegrał w Suwałkach z Wigrami 2:3. Tą wygraną suwalczanie przypieczętowali zajęcie trzeciego miejsca w ligowej rywalizacji z dorobkiem 29 pkt. W tym sezonie Wigry również traciły mało bramek (21 – trzeci najlepszy pod tym względem wynik w lidze) i przegrywały mało spotkań (4 – drugi najlepszy wynik pod tym względem w lidze).

#### Sezon 1967/1968
W tym sezonie, mimo że Wigry były zespołem z czołówki ligowej tabeli, to nie zdołały stoczyć wyrównanej walki o triumf w lidze. Od rozpoczęcia rozgrywek dominowała jedna drużyna – Skra Czarna Białostocka. W 6. kolejce w bezpośrednim starciu Skry i Wigier rozegranym na stadionie Biało-Niebieskich przyjezdni wygrali 4:0 (po dwa gole zdobyli Żukowski i Konf). Na półmetku drużyna Skry (19 pkt.) zdołała wypracować przewagę trzech punktów nad drugim Sokołem Sokółka (16 pkt.) i sześciu nad trzecimi w lidze Wigrami (13 pkt.).
Zatem przed rozpoczęciem rundy rewanżowej awans Wigier stał się już mało realny – sześć punktów przewagi w systemie, w którym zwycięstwo nagradzane było dwoma punktami oznaczało, że zespoły Skry i Sokoła musiały przegrać po trzy spotkania przy równoczesnych zwycięstwach Wigier. Tymczasem w rundzie wiosennej lider z Czarnej Białostockiej doznał tylko jednej porażki i został bezapelacyjnym triumfatorem rozgrywek (38 pkt.). W 17. kolejce w meczu ze Skrą suwalczanie nie zdołali zrewanżować się za wysoką porażkę w Suwałkach i również wysoko przegrali to spotkanie (2:5).
Finalnie suwalczanie zajęli czwarte miejsce w lidze okręgowej z dorobkiem 23 pkt. i stratą piętnastu do Skry (38 pkt.), siedmiu do drugiego Sokoła (30 pkt.) i sześciu do trzeciego Husara (29 pkt.). W ekipie z Suwałk zdecydowanie szwankowała formacja ofensywna – suwalczanie zdobyli zaledwie 27 bramek, aż osiem ze wszystkich dwunastu drużyn grających w lidze strzeliła ich więcej od Wigier.

#### Sezon 1968/1969
Ten sezon również toczył się pod znakiem dominacji jednej drużyny – tym razem spadkowicza z III ligi Mazura Ełk. W pierwszej części sezonu Wigry były drużyną środka tabeli, która nie zdołała włączyć się nawet w walkę o czołowe lokaty w lidze. Świadectwem słabej formy suwalczan jest wysoka porażka 0:4 na własnym stadionie z beniaminkem Czarnymi Olecko (po dwóch golach J. Wojciechowskiego oraz po jednym Juchniewicza i Cz. Wojciechowskiego).
Wiosną suwalczanie stabilniej punktowali. 8 czerwca 1969 roku w meczu 20. kolejki Biało-Niebiescy odnieśli swoje najwyższe zwycięstwo w tym sezonie. Wówczas na własnym stadionie pokonali 7:1 ŁKS Łomża. Lepsze wyniki w drugiej połowie sezonu zaowocowały tym, że Wigry końcowo uplasowały się na trzeciej pozycji w lidze. Mimo że suwalczanie posiadali taki sam dorobek punktowy (24 pkt.) jak Warmia Grajewo, Biało-Niebiescy wyprzedzili grajewian lepszym bilansem bramkowym (37-37 do 35-48). Z przewagą ośmiu punktów nad suwalczanami drugą lokatę zajął Husar (32 pkt.), a z dwunastoma punktami przewagi po raz dziewiąty w swojej historii mistrzem okręgu został Mazur Ełk (36 pkt.). Suwalczanie w tamtym sezonie zremisowali tylko dwa mecze (najmniej remisów w lidze), ale bolączką suwalskiej drużyny w tamtym okresie była liczba odniesionych porażek – suwalczanie przegrali 40% rozegranych spotkań.
Mało udany sezon ligowy piłkarze z Suwałk powetowali sobie w rozgrywkach Pucharu Polski. Zwyciężyli oni okręgowy finał Pucharu Polski w czerwcu 1969 roku, który wyłaniał przedstawiciela okręgu do centralnych zmagań Pucharu Polski na sezon 1969/70. Wojewódzki finał, w którym przeciwnikiem Wigier była drużyna Jagiellonii Białystok miał zacięty przebieg. Mimo dogrywki po 120 min. stan meczu był nierozstrzygnięty, był bowiem remis 1:1 (prowadzenie dla Wigier dał Eleksin ale strzałem niemal z połowy boiska wyrównał Pejko). Suwalczanie zwyciężyli dopiero po serii rzutów karnych, w których pokonali Jagiellonię stosunkiem 11:9.

#### Sezon 1969/1970
Na początku sezonu różnice punktowe między czołowymi drużynami w lidze były niewielkie. Przez pierwsze trzy kolejki sezonu w tabeli przewodziła Pogoń Łapy, następnie przez trzy kolejne serie gier liderem był Włókniarz II Białystok. 7 września 1969 roku w 5. kolejce Wigry odniosły najwyższe zwycięstwo w lidze, wówczas to rozgromili na własnym stadionie 11:1 Warmię Grajewo. W 7. kolejce pierwsze miejsce objęła Puszcza Hajnówka. Jednak w 8. kolejce hojnowianie ponieśli porażkę 2:1 w spotkaniu z Wigrami Suwałki (po golach Zdaniuka i Siejewicza dla Wigier oraz Raszkiewicza dla gości), która skutkowała spadkiem Puszczy (11 pkt.) na trzecie miejsce w tabeli i awansem Wigier (12 pkt.) na drugie. Wówczas liderem został Sokół Sokółka (13 pkt.) i już do końca jesieni odnosił same zwycięstwa. Natomiast Wigry straciły punkty w dwóch zremisowanych spotkaniach: 0:0 z Pogonią Łapy oraz 1:1 z ŁKS-em Łomża (po golach Wawrzyniaka dla gospodarzy i Dąbrowskiego dla Wigier). Ostatecznie Wigry na półmetku sezonu utrzymywały się na drugiej lokacie w tabeli ze stratą trzech punktów do pierwszego Sokoła i przewagą jednego nad trzech nad Pogonią.
W wyniku zmian w terminarzu do spotkania dwóch czołowych drużyn doszło już w drugim rozgrywanym wiosną meczu. Było to spotkanie o dramatycznym przebiegu gry, bowiem sokólczanie nie wykorzystali dwóch podyktowanych przez sędziego rzutów karnych. Sokół objął prowadzenie w 28 min. meczu po strzale Mudrewicza. Na pięć minut przed zakończeniem spotkania doszło do wyrównania, za sprawą bramki strzelonej przez napastnika Wigier Siejewicza. W ostatniej minucie meczu sędzia podyktował trzeciego karnego dla sokólczan. Tym razem został on skutecznie wykonany przez strzelca pierwszej bramki dla Sokoła – Mudrewicza, tym samym ustalając wynik spotkania na 2:1 dla Sokoła. Po tym zwycięstwie sokólczan, strata Wigier w ligowej tabeli do lidera zwiększyła się do pięciu punktów a przewaga nad trzecią Pogonią zmniejszyła się do jednego punktu. Ostatecznie, na finiszu rozgrywek utrzymał się taki sam stan. Mistrzem okręgu został Sokół (37 pkt.), drugie miejsce zajęły Wigry (32 pkt.) a trzecie Pogoń (31 pkt.).
Zwycięstwo w okręgowym finale Pucharu Polski w poprzednim sezonie uprawniało suwalczan do walki w rozgrywkach centralnych Pucharu Polski. Suwalczanie jednak polegli już w pierwszej potyczce na szczeblu centralnym – ponieśli porażkę w meczu rozgrywanym u siebie 0:2 z Zawiszą Bydgoszcz. Z kolei na szczeblu okręgowym suwalczanie znów okazali się najlepsi. W okręgowym finale Pucharu Polski rozgrywanym w końcu czerwca 1970 roku pokonali oni występujący w wyższej lidze zespół Włókniarza Białystok (w którym występowali wówczas dwaj byli zawodnicy Wigier: Karalus i Kwaśniewski. Z relacji prasowych wynika, że przebieg meczu był zacięty. Po pierwszej połowie panował wynik 1:1 (gola dla białostocczan strzelił Krysiński, zaś drugi raz z rzędu w okręgowym finale PP bramkę dla Wigier zdobył Eleksin). W 51. min. dzięki bramce zdobytej przez Szwejkowskiego na prowadzenie w meczu wyszli włókniarze. W 70. min. wyrównanie dla Wigier dał wprowadzony w drugiej połowie meczu Waraksa. Ten sam napastnik osiem minut później strzelił drugiego gola dając suwalczanom zwycięstwo 3:2 i to Biało-Niebiescy uzyskali prawo reprezentowania województwa w kolejnym sezonie na szczeblu centralnym Pucharu Polski.

### Lata 70.
Lata siedemdziesiąte XX w., uchodzą za najbardziej sprzyjające Wigrom. Klub wtedy prężnie się rozwijał, a na polskich boiskach został zapamiętany z ambitnych meczów w Pucharze Polski. Do Suwałk przyjeżdżały wtedy pierwszoligowe kluby Legia Warszawa i Gwardia Warszawa, czy drugoligowe: Zawisza Bydgoszcz, Motor Lublin, Ursus Warszawa i Górnik Wałbrzych. Dzięki tym meczom Wigry nie raz, gościły na łamach Przeglądu Sportowego.
W latach siedemdziesiątych, w Wigrach został zatrudniony pierwszy profesjonalny trener – Tadeusz Sieja sprowadzony z Gorzowa Wielkopolskiego.
Jednym z pierwszych szlagierów rozegranych przez Biało-Niebieskich był mecz w Pucharze Polski przeciw Gwardii Warszawa, rozegrany 1 listopada 1970 r. Mecz obejrzało na żywo ponad 7 tys. widzów. Mimo ambitnej walki przez cały mecz, Wigry przegrały go 0:1, ale pomimo tego, przeszedł do pamięci sympatyków suwalskiego klubu. W tamtym sezonie Wigry awansowały również do III ligi.
Wigry po sezonie występów w III lidze nie zdołały się utrzymać i spadły do niższej klasy rozgrywkowej. Grały tam przez cztery kolejne lata.
Po zakończeniu sezonu 1975/1976, cztery zespoły automatycznie awansowały do III ligi, Wigry jako mistrz otrzymały szansę na grę w II lidze, lecz w decydujących meczach z Olimpią Elbląg prowadzoną przez Wojciecha Łazarka, doznały porażek. Warto odnotować, że na suwalskim stadionie było 6 tys. widzów.
30 września 1979 r. Wigry Suwałki znów spotkały się w Pucharze Polski z kolejną wielką marką – Legią Warszawa. W barwach stołecznego klubu grał między innymi, późniejszy selekcjoner reprezentacji Polski – Paweł Janas. Widowisko stojące na wysokim poziomie, oglądało na suwalskim stadionie 5,5 tys. widzów. Wigry przegrały ten mecz po bramce straconej w 120min. Mimo tej porażki, wielu fachowców uważa iż był to najlepszy mecz Wigier w całej ich historii.
W latach 1979 i 1980 Wigry ponownie sięgnęły po Puchar Polski na szczeblu okręgowym.

#### Sezon 1970/1971
Pierwsze dwa mecze sezonu suwalczanie zwyciężyli. W trzecim spotkaniu ich przeciwnikiem był utytułowany w regionie Mazur Ełk, który podejmowali na własnym stadionie. Gola dla przyjezdnych już w 1. min. strzelił Szymański. Wyrównanie dla Wigier dał w 67. min. Eleksin. Mecz zakończył się remisem 1:1 i samodzielnym liderem rozgrywek został wówczas ŁKS Łomża, który wygrał swoje spotkanie. W 7. kolejce ŁKS i Wigry spotkały się w bezpośrednim starciu. Zwycięsko z niego wyszli piłkarze suwalskiego klubu, wygrywając 2:0 z gospodarzami (po golach Hanca i Eleksina) i zmieniając łomżan na miejscu lidera. Pierwsze miejsce w tabeli Biało-Niebiescy okupowali do końca rundy jesiennej z wyjątkiem 9. kolejki, kiedy to Mazur wyprzedził Wigry lepszym bilansem bramkowym. Tak więc w połowie sezonu suwalczanie przewodzili w tabeli z dorobkiem 17. pkt., mimo że rozegrali o jedno spotkanie mniej od reszty ligowej stawki – zaległy mecz z Jagiellonią przełożono na wiosnę. Drugi w tabeli był Mazur (16 pkt.), trzeci Husar Nurzec (15 pkt.) a czwarty ŁKS (13 pkt.).

Nie sądziłem, że będziemy mieli aż tak ciężką przeprawę. Kilku piłkarzy Wigier, po otrzymaniu szlifu, mogłoby z powodzeniem występować w zespołach drugiej, a nawet pierwszej ligi.

Suwalczanie jesienią byli jedyną niepokonaną drużyną, punkty stracili tylko w trzech zremisowanych potyczkach: z Mazurem, Czarnymi Olecko i Włókniarzem II Białystok. Wspomniany mecz z Włókniarzem II Białystok ma również wymiar historyczny, gdyż był pierwszym oficjalnym meczem w północno-wschodniej Polsce rozgrywanym przy sztucznym oświetleniu. Mecz ostatniej kolejki rundy jesiennej rozgrywany 4 listopada 1790 roku na Stadionie Zwierzyneckim w Białymstoku rozpoczął się przy świetle dziennym. W 7. min. gola dla gospodarzy strzelił J. Pietuchowski. Ostatnie 20 minut spotkania eksperymentalnie zdecydowano się rozgrywać przy świetle elektrycznym, co wówczas było nowością w regionie. Remisowy wynik spotkania ustalił w 76. min. napastnik Wigier Tadeusz Siejewicz. Tą bramkę Tadeusza Siejewicza zapisano w kronikach jako pierwszy gol w historii regionu strzelony przy sztucznym świetle.
Kilka dni przed oficjalnym rozpoczęciem rundy wiosennej, Wigry rozegrały zaległe spotkanie z Jagiellonią Białystok. Wyjazdowa potyczka zakończyła się bezbramkowym remisem. Zaś w pierwszym meczu rundy rewanżowej suwalczanie wysoko pokonali Wissę Szczuczyn. Mecz rozegrany w Suwałkach zakończył się wynikiem 4:0 po golach Wierżajtysa, Eleksina i dwóch Siejewicza. Tydzień później (13. kolejka) Wigry doznały jedynej porażki w sezonie. W meczu na szczycie lepsi okazali się piłkarze Mazura Ełk, którzy zwyciężyli 2:0 po dwóch golach Królczaka (w 36. i 85. min.). Wyjazdowa porażka zepchnęła suwalczan na drugą lokatę w tabeli, a liderem został Mazur, który posiadał lepszy bilans bramkowy od Wigier. Prowadzenie ełczan trwało tylko tydzień, gdyż już w następnej 14. kolejce suwalscy piłkarze remisując 1:1 z Jagiellonią (po golach Siejewicza w 71. min. dla Wigier i Szurmieja w 86. min. dla przyjezdnych) wykorzystali przegraną potyczkę ełczan z Gwardią Białystok i wysunęli się na prowadzenie z jednym punktem przewagi nad Mazurem. Tydzień później (15. kolejka) Gwardia zatrzymała z kolei piłkarzy suwalskich Wigier – wyjazdowy remis 1:1 (po golach Zdaniuka dla Wigier i Żmiejki dla białostocczan) pozwolił Mazurowi, który wygrał swój mecz ze Społem Bielsk Podlaski, znów objąć prowadzenie w ligowej tabeli. Wówczas dorobek punktowy obu czołowych ekip był równy (po 22 pkt.), ale ełczanie wyprzedzali suwalczan lepszym bilansem bramkowym. W następnej serii gier (16. kolejka) to Wigry spotkały się z bielskim Społem. Wyjazdowa potyczka finalnie zakończyła się wygraną Biało-Niebieskich, ale zwycięskiego gola zdobyli dopiero w 90. min. meczu po strzale Wierżajtysa. Suwalczanie przez większość meczu przeważali ale dobrą formą w tamtym spotkaniu popisał się szesnastoletni bramkarz gospodarzy Wojciech Borecki, który wielokrotnie uchronił bielszczan przed stratą większej liczby bramek. Tymczasem Mazur Ełk przegrał w Łapach 0:1 z Pogonią i to znów Wigry objęły prowadzenie w ligowej tabeli.
Suwalski klub od tamtej 16. kolejki wygrywał swoje spotkania aż do końcowej 22. kolejki z wyjątkiem 18. kolejki kiedy padł bezbramkowy remis w Łapach z tamtejszą Pogonią. Mecz ostatniej kolejki ligowej również był emocjonujący dla kibiców suwalskiego klubu. Mazur Ełk wygrał swój mecz z ŁKS-em Łomża i stało się jasne, iż suwalczanie muszą zwyciężyć aby zostać mistrzem okręgu. W tamtym meczu rywalem suwalczan był trzeci w tabeli Husar. Wynik spotkania otworzył w 65. min. napastnik Wigier Zdaniuk ale już cztery minuty później do wyrównania doprowadził zawodnik Husara Jantos. Pięć minut przed zakończeniem spotkania zwycięstwo Wigrom dał Siejewicz i ustalił jego wynik na 2:1. Wyjazdowa wygrana dała suwalczanom tytuł mistrza okręgu. Z dorobkiem 35 pkt. wyprzedzili oni o jeden punkt Mazura Ełk (34 pkt.) i trzeciego Husara (29 pkt.). W tamtym sezonie Biało-Niebiescy jak nie przystało na triumfatora rozgrywek strzelali mało bramek – więcej od nich zdobyły aż trzy drużyny ale podstawą ich sukcesu było punktowanie w każdym meczu. Suwalczanie przegrali tylko jeden mecz, Mazur – trzy a Huszar – sześć. Wigry imponowały również silną formacją defensywną – straciły najmniej bramek ze wszystkich drużyn (11).
Dobrą formę suwalscy piłkarze zaprezentowali również w rozgrywkach centralnych Pucharu Polski, w których występowali dzięki triumfowi w rozgrywkach na szczeblu wojewódzkim PP w poprzednim sezonie. W I rundzie, w październiku 1970 roku Wigry na własnym boisku pokonały drugoligowy Motor Lublin (po golach Siejewicza w 44. min. i Wierżajtysa w 85 min.). W 1/16 Pucharu Polski przeciwnikiem Wigier okazał się przedstawiciel I ligi – Gwardia Warszawa. Spotkanie rozegrane 1 listopada 1970 roku w Suwałkach obejrzało na żywo ponad 7 tys. widzów. Mimo ambitnej walki przez cały mecz, Wigry przegrały go 0:1, ale pomimo tego, przeszedł on do pamięci sympatyków suwalskiego klubu. Bramkę dającą awans warszawianom strzelił w 75 min. rezerwowy Szpakowski po asyście Szymczaka. Przegrana skutkowała odpadnięciem suwalczan z rywalizacji o Puchar Polski. Po tym spotkaniu pozytywnie o suwalskich zawodnikach wypowiedział się szkoleniowiec gwardzistów Jurij Kuzniecow, który nie spodziewał się tak ciężkiego meczu oraz bramkarz gwardzistów Zbigniew Pocialik niekryjący zdziwienia, iż zespół z regionalnej okręgówki potrafił rozegrać tak dobre spotkanie
Szkoleniowiec Wigier Roman Racz decydował, że suwalski zespół w tamtym sezonie nie miał stałej podstawowej jedenastki zawodników. Do realizacji taktycznych planów stale wykorzystywał większą liczbę graczy. O sile tamtego, mistrzowskiego zespołu decydowali: bramkarz Henryk Leonowicz (zdobył gola z rzutu karnego w wygranym jesienią meczu z Wissą), obrońcy Zbigniew Krok, Witold Zackiewicz, Henryk Jewdokimow, Henryk Dąbrowski, Leon Sawicki, pomocnicy Józef Eleksin, Leszek Hanc, Edmund Krok, Eugeniusz Bliniewski, Stanisław Jacewicz oraz napastnicy Sławomir Wierżajtys, Wiesław Waraksa, Zdisław Zdaniuk i najlepszy strzelec suwalczan Tadeusz Siejewicz.
| Sezon 1970/71 – ogólny skład drużyny |
| --- |
| bramkarze: Henryk Leonowicz, Krzysztof Grabowski obrońcy: Zbigniew Krok, Witold Zackiewicz, Henryk Jewdokimow, Henryk Dąbrowski, Leon Sawicki, Jerzy Kierwiak pomocnicy: Józef Eleksin, Leszek Hanc, Edmund Krok, Eugeniusz Bliniewski, Stanisław Jacewicz napastnicy: Tadeusz Siejewicz, Sławomir Wierżajtys, Zdzisław Zdaniuk, Wiesław Waraksa trener: Roman Racz |

#### Sezon 1971/1972
W związku z awansem w klubie postarano się o nowego szkoleniowca. I tak nowym (przyjezdnym) trenerem Wigier został Tadeusz Miksa. Celem stawianym przed suwalskim beniaminkiem było utrzymanie się w lidze. Zadanie to okazało się o tyle trudne, iż z uwagi na możliwą już po rundzie jesiennej degradację z II ligi aż 3 zespołów przynależących do tej grupy terytorialnej, z III ligi do okręgówki miało spaść nie 5, jak do tej pory było, ale 7 drużyn z miejsc: 10-16. Wprawdzie inauguracja sezonu przez Biało-Niebieskich była udana bo wygrali (1:0) mecz w Suwałkach z Concordią Piotrków po golu strzelonym przez Siejewicza, ale następnie przegrali pięć kolejnych meczów z rzędu, co od razu ulokowało suwalczan w strefie spadkowej.
W 8. kolejce suwalczanie wygrali mecz wyjazdowy z Widzewem Łódź. Zwycięstwo nisko notowanego rywala z 26 września 1971 roku z ówczesnym liderem (i późniejszym triumfatorem) rozgrywek, było szeroko komentowane w prasie. Albowiem spotkanie to było objęte zakładami Totalizatora Sportowego i niespodziewane zwycięstwo suwalczan pozbawiło wielu grających ostatecznej wygranej. Nikt z obstawiających nie trafił tzw. „13”. Wigry wygrały z Widzewem 2:0 po golach Anuszkiewicza (30 min.) i Kroka (61 min.)
Runda wiosenna była nie była o wiele bardziej udana od poprzedniej. Suwalczanie odnieśli w niej trzy zwycięstwa – wśród nich było to najwyższe w sezonie. W meczu rozgrywanym w ramach 25. kolejki Wigry pokonały 4:0 przed własną publicznością Orzeł Łódź (po dwa gole zdobyli Hanc i Siejewicz).
Wigry zajęły przedostatnie 15. miejsce w lidze z dorobkiem 20 pkt i spadły z ligi wraz z sześcioma innymi klubami. Najskuteczniejszym zawodnikiem Wigier w tamtym sezonie był strzelec ośmiu goli Tadeusz Siejewicz. W finale wojewódzkim Pucharu Polski Wigry przegrały z Włókniarzem Białystok 0:2 (po golach Grygorczuka i Bartosa) i to zespół z Białegostoku zyskał prawo reprezentowania Białostockiego OZPN w rozgrywkach Pucharu Polski na szczeblu centralnym.

### Lata 80.
Okres sprzyjający suwalskiemu klubowi. Wigry w tamtejszym czasie były silnym klubem w III lidze i ocierały się o awans do wyższej klasy rozgrywkowej.
Suwalczanie zwyciężali w latach osiemdziesiątych Puchar Polski na szczeblu okręgowym czterokrotnie – w latach: 1982, 1985, 1988 i 1989.
W roku 1980 Wigry znowu zagrały w centralnej edycji Pucharu Polski. W pierwszym meczu Biało-Niebiescy zwyciężyli z ówczesnym drugoligowcem Górnikiem Wałbrzych 4-2. W kolejnym meczu Suwalczanom przyszło zagrać, również z drugoligowym zespołem – Ursusem Warszawa. Mecz ten Wigry przegrały 3-1 i odpadły z pucharu.
Najbardziej znanymi piłkarzami tego okresu, którzy wystąpili w barwach Wigier zostali: Krzysztof Kropiwnicki, który w sezonie 87/88 grał w pierwszoligowym Bałtyku Gdynia; bramkarz Edward Ambrosiewicz który również biegał po boisku pierwszoligowych Szombierek Bytom i napastnik Romuald Wiszniewski, zawodnik między innymi Pogoni Szczecin czy Bałtyku Gdynia.

### Lata 90.
Lata dziewięćdziesiąte to czas wysypu talentów i hegemonii Wigier w III lidze. W roku 1992 został zatrudniony pierwszy w historii, zagraniczny trener – Anatolij Kozłow. Wigry zanotowały wpadkę i spadły do IV ligi, ale już w kolejnym sezonie pod wodzą Grzegorza Szerszenowicza zdołały awansować ponownie do III ligi. Mimo tej wpadki, suwałczanie sześciokrotnie zdobywali Puchar Polski na szczeblu regionalnym – w latach 1991, 1992, 1993, 1995, 1996 i 1999.
26 maja 1998 roku rozegrano mecz z okazji 50-lecia klubu. Spotkanie z Legią Warszawa zakończyło się rezultatem 0-0.
Jednym z bardziej utalentowanych zawodników wychowanych w Wigrach w tamtym czasie był Andrzej Szyszko. Bramkarz, który większość kariery spędził w suwalskim klubie, a mimo to grał w reprezentacji Polski U-21 z takimi piłkarzami jak Ebi Smolarek czy Mariusz Lewandowski. Wychowankami Wigier byli również napastnik Tomasz Giedrojć i obrońca Marcin Warakomski którzy zaliczyli występy w pierwszoligowej Jagiellonii Białystok. Innymi wyróżniającymi się piłkarzami, powoływanymi m.in. do kadr młodzieżowych byli Karol Kościuch, Marek Krzywicki czy Paweł Galiński.
Natomiast największe sukcesy z wychowanków Wigier lat dziewięćdziesiątych odniósł Wojciech Kowalewski. Bramkarz, który odnosił sukcesy między innymi w Legii Warszawa, Szachtarze Donieck czy Spartaku Moskwa. Reprezentant Polski, powołany na Euro 2008 w miejsce kontuzjowanego Tomasza Kuszczaka.

## Wiek XXI

### Pierwsze dwudziestolecie XXI wieku

#### Sezon 2001/2002
W sezonie 2001/2002 występujące w starej III lidze Wigry Suwałki były typowane do zajęcia miejsca w środkowej strefie tabeli. Bolączką suwalczan w tamtym sezonie były mecze wyjazdowe, w których doznali to dziewięciu porażek. Łącznie Biało-Niebiescy, poza swoim stadionem w siedemnastu meczach zdobyli zaledwie czternaście punktów. Zgodnie z przedsezonowymi przewidywaniami, Wigry uzbierały 49 pkt i ostatecznie zajęły ósme miejsce w tabeli, wyprzedzając Hutnik Warszawa rezultatem w meczach bezpośrednich.
Wigry swoje występy w Pucharze Polski w sezonie 2001/2002 zakończyły na ćwierćfinale szczebla wojewódzkiego. Pierwszy mecz Suwalczanie zwyciężyli 3-1 z Kolejarzem Czeremcha. W ćwierćfinale zagrali z ŁKS'em Łomża i przegrali po rywalizacji w rzutach karnych 4-3. Tym samym, odpadli z krajowego pucharu.

#### Sezon 2002/2003
Sezon 2002/2003 Wigry rozpoczęły słabą serią – w pierwszych pięciu meczach zdobyły zaledwie dwa punkty. Po pierwszych dziesięciu kolejkach, Biało-Niebiescy stali się głównym faworytem do spadku. W kolejnych meczach, nie odwrócili swojego losu i po pełnym sezonie, suwalczanie uzyskali 14. miejsce ze zdobyczą zaledwie trzydziestu punktów. Wigry nie popisały się również bilansem bramek. Zdobywając ich trzydzieści jeden w trzydziestu meczach i tracąc czterdzieści trzy, wyniósł on -12 bramek.
W Pucharze Polski Wigry Suwałki odpadły już w po pierwszym meczu w 1/4 szczebla okręgu Podlaskiego ZPN'u z MKS Mielnik wynikiem 2-1.

#### Sezon 2003/2004
Przed rozpoczęciem przygotowań do nowego sezonu, w Wigrach doszło do zmiany trenera. Na miejsce dotychczasowego – Stefana Liszewskiego, przyszedł Grzegorz Szerszenowicz. W przedsezonowych wypowiedziach, trener zapowiadał budowę drużyny od początku. Skład Wigier miał zawierać kręgosłup zespołu złożony z doświadczonych piłkarzy uzupełniony o młodych zawodników.
W sparingu poprzedzającym rozpoczęcie sezonu, Wigry spotkały się z drużyną Pogoń Łapy z którą będą rywalizować w lidze. Wigry wygrały to spotkanie 2:0.
W meczu inaugurującym rozgrywki, Wigry przewagą trzech bramek pokonały Pomorzankę Sejny. Spotkanie drugiej kolejki przeciw Sparcie Augustów było pierwszym, zremisowanym meczem w sezonie. W kolejnych pojedynkach Wigrom udawało się obejść bez porażki. Mecz szóstej kolejki rozgrywany 13 września na Stadionie Miejskim w Suwałkach z drużyną KS Stawiski został anulowany.
W meczu kończącym jesienną rundę, z bezpośrednim rywalem do awansu (ŁKS Łomża), suwalczanie odnotowali pierwszą porażkę w sezonie. Przegrana ta, zakończyła serię trzynastu meczów bez porażki, zapoczątkowanej wraz z rozpoczęciem sezonu. Tabela na półmetku rozgrywek wskazywała, iż na miejscu premiującym awans jest właśnie drużyna z Łomży, na drugim Hetman Białystok, a na trzecim Wigry ze stratą jedenastu punktów do lidera. Było więc pewne, że prawie na pewno suwalczanie nie zdołają awansować w tym sezonie do III ligi, zważywszy na fakt iż łomżanie w rundzie jesiennej nie przegrali żadnego meczu i stracili tylko siedem bramek.
Rundę wiosenną, piłkarze Wigier rozpoczęli zwycięstwem z drużyną Pomorzanki Sejny i po tym meczu awansowali na drugie miejsce w tabeli, którego jak się później okazało, nie opuścili do zakończenia sezonu. Umożliwiła to seria jedenastu meczów bez porażki, aż do ostatniego spotkania sezonu z ŁKS'em Łomża, który został „oddany” walkowerem.
Ostatecznie, na koniec sezonu, Wigry zajęły drugie miejsce w tabeli z dorobkiem 50 punktów i stratą 17 do lidera – ŁKS'u Łomża. Czynnikiem, który uniemożliwił suwalskiej drużynie walkę o awans, była liczba zremisowanych spotkań – aż osiem. Więcej remisów miał tylko ostatni w tabeli Kolejarz Czeremcha. Trener zespołu – Grzegorz Szerszenowicz, po zakończeniu rozgrywek został zdymisjonowany, ponieważ doprowadził do konfliktu drużyny z zarządem klubu,czego wynikiem było odwołanie meczu ligowego z ŁKS'em Łomża.

#### Sezon 2004/2005
Przed sezonem zarząd klub musiał zatrudnić nowego trenera. Szefostwo Wigier wybierało następcę Grzegorza Szerszenowicza spośród trzech kandydatów: Zbigniewa Kieżuna, Jana Złomańczuka i Mariana Geszke. Ostatecznie szkoleniowcem został Geszke. Władze suwalskiego klubu liczyły na to, iż nowy trener wprowadzi dyscyplinę w zespole, by nie doszło do takiej sytuacji jak w sezonie poprzednim (konflikt drużyny z zarządem i odwołanie meczu ligowego). Celem Wigier w nowym sezonie był awans do III ligi, który nie udał się w sezonie poprzednim.
Suwalczanie zainaugurowali sezon ligowy zwycięstwem z Piastem Białystok. Następny mecz także wygrali (4-0 z Victorią Łyski). Pierwsza wpadka Wigier została odnotowana w trzeciej kolejce – porażka w meczu wyjazdowym z Pomorzanką Sejny. Suwalczanie kolejny mecz przegrali w siódmej kolejce i znaleźli się na szóstym miejscu w lidze z dorobkiem trzynastu punktów. Biało-Niebiescy stali się liderem rozgrywek po dwóch następnych meczach, w których odnotowali wysokie zwycięstwa. Na zakończenie rundy jesiennej Wigry były na drugim miejscu w lidze, z takim samym dorobkiem punktowym jak Jagiellonia II Białystok, lecz z gorszym bilansem bramek.
Wigry rozpoczęły rundę wiosenną w kwietniu, ponieważ mecze 17 kolejki zostały rozegrane w innym terminie. Czwartą i ostatnią porażkę w sezonie suwalczanie ponieśli w Krypnie w dziewiętnastej kolejce, po straconej bramce w ostatniej minucie meczu. Biało-Niebiescy znaleźli się wtedy na drugim miejscu w tabeli ze stratą jednego punktu do lidera – Jagiellonii II Białystok. Następne spotkanie Suwalczanie zremisowali. Od tej pory do końca sezonu Wigry wygrały wszystkie mecze i w sumie odniosły serię dziesięciu zwycięstw.
Ostatecznie, suwalski klub zakończył rozgrywki na pierwszym miejscu z dorobkiem 74 punktów i 74 strzelonych goli oraz 19 straconych. Najlepszym strzelcem Wigier został Kamil Szarnecki z 15 bramkami na koncie.
Wigry swoje występy w Pucharze Polski zakończyły na porażce w półfinale szczebla wojewódzkiego z ostatecznym zwycięzcą tych rozgrywek – Supraślanką Supraśl.

#### Sezon 2005/2006
Przed rozpoczęciem sezonu, media spekulowały na temat szans utrzymania się Wigier w III lidze oraz ewentualnych transferach, które ograniczał niski budżet klubu. Zarząd klubu ustalił, że Suwalczan w nowym sezonie poprowadzi dotychczasowy szkoleniowiec – Marian Geszke, który w poprzednim poprowadził Wigry do awansu. W przedsezonowych sparingach suwalski klub nie prezentował wybitnej formy, w znacznej części je przegrywając i tracąc wiele bramek.
Inauguracyjny mecz powrotu Wigier do III ligi po dwuletniej przerwie, przeciw Zniczowi Pruszków, który był rozgrywany w Suwałkach wygrali gospodarze (3:0). Ten optymistyczny akcent został szybko przerwany, ponieważ Biało-Niebiescy przegrali trzy kolejne mecze, co skutkowało znalezieniem się w strefie spadkowej. W kolejnych spotkaniach suwalski klub nie prezentował stabilnej formy. W ósmej kolejce gier, Wigry poniosły jedną z najbardziej dotkliwych porażek w historii – 0:8 z odwiecznym rywalem ŁKS Łomża. Po tym spotkaniu zmieniono trenera, został nim Zbigniew Kieżun. Pierwsze mecze pod przewodnictwem nowego szkoleniowca były udane dla suwalskiego zespołu. Trzy z pięciu meczów w których poprowadził Wigry podczas rundy jesiennej, Suwalczanie wygrali. Ostatecznie, na koniec rundy jesiennej klub zajął ósme miejsce w ligowej tabeli. Bolączką Suwalczan okazały się mecze wyjazdowe, gdzie odnieśli pięć porażek i dwa zwycięstwa, tracąc w nich 23 gole (najwyższy wynik w lidze).
Wigry rozpoczęły okres przygotowawczy do rudny wiosennej w połowie stycznia. Klub tymczasem poszukiwał zawodnika który zastąpiłby czołowego napastnika drużyny Kamila Szarneckiego, który po rundzie jesiennej odszedł do rodzimego klubu Czarnych Olecko. Jednym z zimowych transferów był Juryj Cichamirau, zawodnik który grał m.in. w BATE Borysów i FK Chimki. Wyniki spotkań sparingowych były mierne, Wigry wygrały z niżej notowanymi przeciwnikami i przegrały z silniejszymi. Z powodu przełożenia części spotkań, które wynikły m.in. ze złego stanu murawy na stadionie w Suwałkach, Suwalczanie rozpoczęli rundę wiosenną 2 kwietnia w meczu z Pelikanem Łowicz, który przegrali 0:4. W rundzie wiosennej najistotniejszymi wynikami Biało-Niebieskich były spotkania z innymi zespołami zagrożonymi spadkiem (1:0 z KS Paradyż, 1:0 z Górnikiem Łęczyca i 2:1 z Unią Skierniewice). Decydującym meczem o utrzymaniu Wigier w III lidze było wyjazdowe zwycięstwo w przedostatniej kolejce z MKS'em Mława w niezwykłych okolicznościach bo odniesione po zdobytej bramce w ostatniej minucie gry. Spotkanie to zadecydowało również o spadku Mławian do niższej klasy rozgrywkowej. Ostatecznie, Wigry zakończyły sezon na 9. miejscu w tabeli poprzez lepszy bilans bezpośrednich meczów z Unią Skierniewice.
Wigry odpadły w 1/8 finału wojewódzkiego Pucharu Polski po porażce z Wissą Szczuczyn.

#### Sezon 2007/2008
Po zwieńczeniu sezonu 2006/2007, pod koniec czerwca trwały pertraktacje z dotychczasowym trenerem Wigier – Piotrem Stokowcem. Ostatecznie, po zakończonym, hucznie obchodzonym jubileuszu 60 lecia klubu, ogłoszono niepowodzenie w negocjacjach ze Stokowcem i poszukiwania nowego szkoleniowca. Na to stanowisko przyjęto byłego reprezentanta Polski – Zbigniewa Kaczmarka. Pracę w suwalskim klubie rozpoczął 8 lipca. Po rozpoczęciu treningów z zespołem, trener pozytywnie wypowiadał się o warunkach zastanych w klubie. Pochwalił bazę treningową, jednakże zwrócił uwagę na potrzebę poszerzenia kadry. Ważnymi zawodnikami, którzy opuścili zespół byli m.in. grający trener Piotr Stokowiec, bramkarz Andrzej Szyszko, Juryj Cichamirau, Paweł Kaczmarek i Łukasz Stasiak. Do zespołu pozyskano natomiast braci Łukasza i Rafała Gikiewiczów, Janusza Bucholca, Andrzeja Niewulisa, Pawła Nowackiego, Iwana Todorowa. Skład który pozostał nowemu szkoleniowcowi był jednym z najmłodszych w lidze – najstarszym zawodnikiem w zespole był 26-letni Daniel Ołowniuk.
Wigry rozpoczęły sezon ligowy rozgrywając mecz drugiej kolejki z Sokołem Aleksandrów Łódzki, gdyż mecz kolejki pierwszej, który miał odbyć się w Suwałkach został przełożony na późniejszy termin z powodu odbywających się w mieście obchodów Dni Suwałk. Mecz z Sokołem podopieczni Zbigniewa Kaczmarka wygrali 1:0. Następny mecz rozgrywany w Olsztynie przeciw tamtejszemu OKS-owi 1945 został zremisowany. Pojedynek zakończył się wynikiem 1:1. Bramkę dla suwalczan zdobył Piotr Stokowiec, który przed sezonem skończył swoją przygodę z Wigrami i odszedł kontynuować swoją trenerską karierę w Widzewie Łódź. W obliczu strat w formacji defensywnej, nowy trener Wigier – Zbigniew Kaczmarek skorzystał z usług doświadczonego obrońcy, który uzyskał pozwolenie od działaczy Widzewa na rozegranie trzech meczów w barwach suwalskiego klubu. Kolejnym spotkaniem był zaległy mecz pierwszej kolejki przeciw Ruchowi Wysokie Mazowieckie. Wigry przegrały po bramce straconej już w pierwszej minucie spotkania. Media obwiniały obronę za zbyt leniwą postawę przy szybko zdobytym golu przez Ruch. Cztery dni później, w meczu wieńczącym czwartą kolejkę gier, suwalczanie doznali porażki 1:0. Dzięki temu zwycięstwu, piłkarze Dolcana Ząbki awansowali na pozycję lidera w ligowej tabeli. W następnym, trzecim z kolei spotkaniu rozgrywanym w Suwałkach, drużyna prowadzona przez Zbigniewa Kaczmarka podejmowała Olimpię Elbąg. Mecz zakończył się wynikiem 2:1 dla suwalczan. Zaległy mecz piątej kolejki z Radomiakiem Radom piłkarze Wigier wygrali 1:0. Trzy dni później suwalczanie rozgrywali spotkanie w Łodzi z UKS SMS Łódź, które zwyciężyli 3:0. Takim samym stosunkiem bramek Wigry wygrały w następnym spotkaniu przeciw Orłowi Kolno. Następny mecz z Warmią Grajewo gracze suwalskiego zespołu zremisowali 1:1. Spotkanie było dwa razy przerywane przez arbitra Marka Bilmina co było spowodowane zachowaniem grajewskiej publiczności. Wydarzenie to skutkowało ukaraniem tamtejszego klubu jednym meczem bez udziału kibiców. Kolejne spotkanie z KS Perspektywą Łomża, które odbyło się 3 października w ramach IV rundy w grupie podlaskiej Pucharu Polski, piłkarze z Suwałk wygrali 1:0 po bramce zdobytej przez Wojciecha Mickiewicza – zawodnika regularnie występującego w juniorskiej drużynie Wigier. Kolejny mecz, dziesiątej kolejki przeciw Concordii Piotrków Trybunalski zakończył się bezbramkowym remisem. Był to pierwszy mecz w sezonie z udziałem suwalskiego zespołu, w którym nie padł żaden gol. Następny mecz przeciw Drwęcy Nowe Miasto Lubawskie został wygrany przez suwalczan 1:0, aczkolwiek po czasie wynik meczu został zweryfikowany na zwycięstwo Wigier walkowerem, gdyż w drużynie gospodarzy wystąpił nieuprawniony zawodnik do gry. Spotkanie dwunastej kolejki z Mazowszem Grójec zakończyło się remisem 0:0, zaś kolejne, z Nadnarwianką Pułtusk zwycięstwem suwalczan 2:1. W ostatnim meczu rundy jesiennej w Suwałkach, piłkarze Wigier stoczyli bój ze Świtem Nowy Dwór Mazowiecki, który pomyślnie zakończył się dla gospodarzy zwycięstwem 1:0. Spotkanie wieńczące rozgrywki na jesieni odbyło się 10 listopada w Głownie przeciw miejscowej Stali. Suwalczanie wygrali 1:0, co zaowocowało tym iż suwalczanie nie przegrali meczu od spotkania z Dolcanem Ząbki rozgrywanego 26 sierpnia. Dzięki pomyślnym wynikom na jesieni, ku uciesze suwalskich kibiców, klub skończył rundę na trzecim miejscu w ligowej tabeli i nie zanotował żadnej porażki w meczach wyjazdowych. Media chwaliły także defensywę Wigier, która pozwoliła rywalom na zdobycie najmniejszej liczbyi bramek w całej lidze (sześciu), mimo tego iż była złożona z młodych zawodników: Pawła Baranowskiego (reprezentanta Polski U-18), Andrzeja Niewulisa (reprezentanta Polski U-19) oraz 22-letnich Janusza Bucholca i Tomasza Bajko.

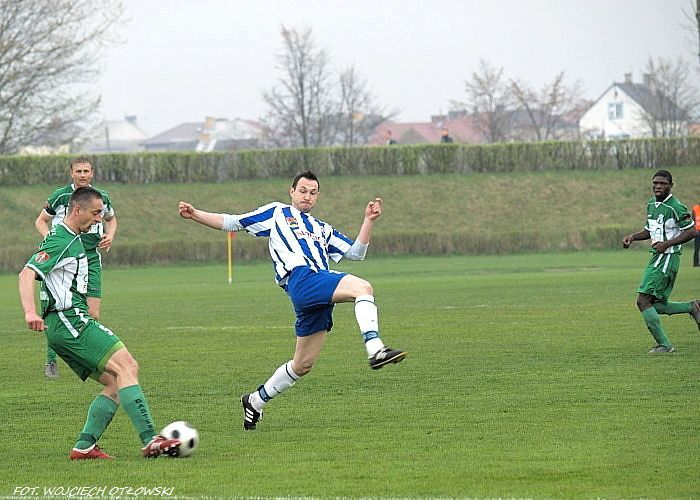
Najskuteczniejszym zawodnikiem drużyny był wychowanek Daniel Ołowniuk (na zdjęciu w biało-niebieskim stroju)

Dobre wyniki Wigier na jesieni spowodowały nader zwykłe zainteresowanie zawodnikami drużyny przez kluby z wyższych lig. Między innymi byli to: obrońca Tomasz Bajko, który przebywał na testach w Lechu Poznań, Paweł Baranowski w West Bromwich Albion, a Rafał Gikiewicz w Górniku Zabrze. Natomiast Andrzeja Niewulisa namawiano do przenosin do Widzewa Łódź. Pomimo tego suwalskim działaczom udało się utrzymać zawodników którzy odgrywali ważne role w rozgrywkach na jesieni, co uznali za swój sukces. Zawodnikiem który opuścił klub był wypożyczony z Polonii Warszawa Paweł Nowacki. Ponadto do zespołu dołączył Piotr Rybkiewicz, do Wigier po półrocznym pobycie w Warmii Grajewo powrócił Michał Danilczyk. Zawodnicy wznowili treningi 10 stycznia, a osiem dni później rozpoczęli obóz przygotowawczy w Kętrzynie. Podczas przygotowań do meczów wiosennych piłkarze znad Czarnej Hańczy rozegrali mecze sparingowe m.in. z Jagiellonią Białystok czy zaprzyjaźnioną Granicą Kętrzyn.
Tuż przed rozpoczęciem rundy wiosennej trener Zbigniew Kaczmarek wypowiadał się, iż obrany cel czyli awans do nowej drugiej ligi nie zmienił się, a w awans do nowej pierwszej ligi – który można wywalczyć poprzez zajęcie pierwszego miejsca w lidze – jego drużyna może jedynie się włączyć. W pierwszym wiosennym spotkaniu Biało-Niebiescy przegrali mecz z ówczesnym liderem Ruchem. Porażka 0:2 w Wysokiem Mazowieckiem, była pierwszą przegraną Wigier w lidze od 26 sierpnia poprzedniego roku. Mecz kolejnej, siedemnastej kolejki który był rozgrywany cztery dni później w Aleksandrowie Łódzkim z tamtejszym Sokołem. Pomimo prowadzenia po golu zdobytym przez Daniela Ołowniuka, dwadzieścia minut przed końcem spotkania, suwalczanie przegrali go 1:2. Dwa przegrane mecze z kolei przez Wigry, skutkowały spadkiem w tabeli na piąte miejsce. Następnym rywalem suwalczan był ówczesny wicelider czyli Stomil Olsztyn (piłka nożna). Pomimo dwóch wcześniejszych porażek trener Zbigniew Kaczmarek wierzył w zwycięstwo. Mecz zakończył się bezbramkowym remisem. W kolejnej kolejce przeciwnikiem suwalskiej drużyny był Dolcan. W spotkaniu rozgrywanym w Ząbkach, gospodarze zwyciężyli 1:0, po bramce zdobytej przez Macieja Tataja. Była to jedyna drużyna w sezonie, przeciw której zawodnicy Wigier przegrali oba mecze ligowe. Po tej porażce Biało-Niebiescy spadli na szóstą pozycję w lidze. Następny mecz, z Radomiakiem Radom, zakończył się wygraną 2:1 suwalskich Wigier. Suwalczanie odnieśli pierwsze zwycięstwo w rundzie wiosennej. Następny mecz również zakończył się rezultatem 2:1, jednakże takim stosunkiem bramek wygrali go piłkarze Olimpii Elbląg. Cztery dni później rozegrany został mecz w ramach 1/4 finału Pucharu Polski na szczeblu wojewódzkim z Sokołem Sokółka. Suwalczanie przegrali go 0:1. Dwa dni później rywalem Wigier w meczu ligowym był UKS SMS Łódź. Był to drugi mecz w rundzie wiosennej, który suwalczanie potrafili wygrać. Po tym spotkaniu, suwalski zespół dalej utrzymywał się na szóstej pozycji w ligowej tabeli. Kolejny mecz z Orłem Kolno również został wygrany przez suwalczan. Pięć dni później Biało-Niebiescy zwyciężyli z Warmią Grajewo. Po tych trzech pomyślnych wynikach dla suwalczan, klub nadal zajmował szóstą pozycję w tabeli ze stratą siedmiu punktów do lidera. W spotkaniu XXV kolejki z Concordią Piotrków Trybunalski nie padła żadna bramka. Spotkanie które początkowo miało odbyć się 17 maja z Drwęcą Nowe Miasto Lubawskie zostało zweryfikowane zwycięskim walkowerem dla Wigier, po tym jak drużyna Drwęcy wycofała się z rozgrywek. W spotkaniu rozgrywanym 24 maja Wigry zwyciężyły 3:1 z Mazowszem Grójec. Kolejnym rywalem Biało-Niebieskich była Nadnarwianka Pułtusk, którą podejmowali na swoim stadionie. Mecz zakończył się bezbramkowym remisem. Ostatni mecz wyjazdowy w sezonie, piłkarze Wigier rozgrywali ze Świtem Nowy Dwór Mazowiecki. Spotkanie to okazało się zwycięskie dla suwalczan, gdyż uzyskali oni wynik 2:1. Po tym meczu, było już pewne że suwalczanie awansują do nowej, zreorganizowanej II ligi, gdyż w ostatnim meczu który miał odbyć się w Suwałkach rywalem Biało-Niebieskich była Stal Głowno, którą wycofała się z rozgrywek i Wigrom zostały przypisane trzy punkty za walkower. Ostatecznie Wigry zajęły trzecie miejsce w lidze ze zdobyczą 58 pkt.

#### Sezon 2008/2009
Wigry pierwszy sezon w zreorganizowanej II lidze zaczęły dość stabilnie, od zdobywania punktów w każdym meczu. Na pięć pierwszych spotkań, Wigry przegrały tylko jedno z Concordią Piotrków Tryb. Po udanym starcie sezonu, Wigrami zaczęły interesować się lokalne i ogólnopolskie media – znów na łamach gazet powrócił temat transferu stopera Wigier – Andrzeja Niewulisa, który był już blisko przejścia do GKS'u Bełchatów.
Między piątą a szóstą kolejką II ligi do klubu przyszła porażająca dla suwalskich kibiców wiadomość – 19 sierpnia Rafał Trocki, do tej pory bohater i podpora suwalskiego zespołu, występujący w nim od ośmiu lat, zginął w wypadku samochodowym pod Augustowem. Piłkarz znajdował się w rodzinnych stronach, ponieważ wracał do formy po kontuzji ręki, spowodowanej innym wypadkiem. Wkrótce po pogrzebie, w klubie zapadła decyzja, iż numer siedem został zarezerwowany na zawsze dla Rafała Trockiego i nikt inny już nie założy koszulki z takim numerem w suwalskim klubie.
Mimo przygnębiającej atmosfery w drużynie, w dalszych rozgrywkach Wigry radziły sobie nadspodziewanie dobrze. Po pierwszych dziesięciu kolejkach znajdowały się na drugim miejscu w tabeli i miały zaledwie dwupunktową stratę do lidera. Na tym etapie rozgrywek, oznaki nie dawały braki dwóch podstawowych zawodników z poprzedniego sezonu – bramkarza Rafała Gikiewicza, który przed sezonem odszedł do Jagielloni Białystok oraz środkowego obrońcy Pawła Baranowskiego wypożyczonego do Podbeskidzia Bielsko-Biała.

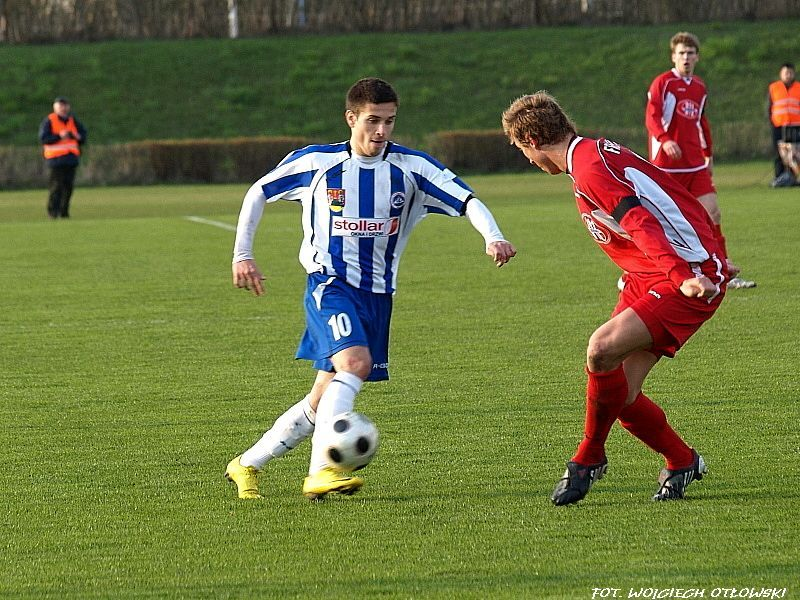
Dobrym nabytkiem okazał się młody pomocnik Maciej Makuszewski

Po świetnej serii dziesięciu gier, w suwalskim klubie rozpowszechniła się plaga kontuzji. Uniemożliwiło to piłkarzom Wigier kontynuowanie tak świetnej passy. W kolejnych czterech meczach suwalczanie zdobyli zaledwie jeden punkt. Piłkarską jesień zakończyli na ósmym miejscu z dorobkiem 33 punktów z dziewięciopunktową stratą do drugiego miejsca. W tamtej chwili stało się jasne dla suwalskich działaczy, że jeśli chcą myśleć o czołowej lokacie na koniec sezonu – zimą muszą dokonać poważnych wzmocnień.
Zgodnie z przewidywaniami, swoje sparingi w trakcie przerwy zimowej Wigry Suwałki rozegrały w niedaleko położonym Mariampolu na Litwie. W trakcie nich, zgodnie z koncepcją klubu, sprawdzani byli młodzi, perspektywiczni zawodnicy. Wśród zakontraktowanych graczy, znaleźli się 21-latek Jakub Kowalski z SMS'u Łódź i junior Sparty Augustów – Sebastian Radzio.
Pierwszy mecz Wigier w rundzie wiosennej przeciw Concordii Piotrków Tryb. został przesunięty na inny termin z powodu złego stanu boiska. Tak więc, suwalczanie mieli o tydzień więcej czasu na przygotowanie się do startu rundy wiosennej i dobrze go wykorzystali. Potwierdzeniem tej teorii jest pewne zwycięstwo 3:0 w kolejnym meczu, przeciw drużynie z Aleksandrowa Łódzkiego. Przez kolejne siedem spotkań (wraz z meczem zaległym przeciw Concordii) Wigry zdobyły 11pkt. Ważnym meczem okazało się spotkanie z ówczesnym liderem w tabeli – zespołem KSZO. Dla suwalczan przedłużyło ono serię meczów bez porażki we wszystkich meczach wyjazdowych w rundzie wiosennej, natomiast dla KSZO pierwsze straty punktów na własnym stadionie po przerwie zimowej. Na sześć kolejek przed końcem sezonu, stało się jasne, iż Wigry będą walczyły do końca sezonu o bezpieczne utrzymanie się w lidze, bez możliwości grania baraży. Dwa kolejne mecze suwalczanie przegrali, w tym wyjazdowe spotkanie z Jeziorakiem Iława – jedną z najsłabszych drużyn w lidze. Konsekwencją tego było poddanie się trenera Zbigniewa Kaczmarka do dyspozycji zarządu. Zarząd klubu w oficjalnym oświadczeniu ogłosił, iż postanawia nie zwalniać trenera do końca sezonu, gdyż nagła zmiana trenera w końcówce rozgrywek prawdopodobnie nie przyniosłaby oczekiwanej poprawy wyników.
W ostatnich czterech meczach sezonu Wigry zdobyły 9 punktów i ostatecznie uplasowały się na dziewiątym miejscu w tabeli. Przedsezonowe cele zostały spełnione, ponieważ wynik ten pozwolił suwalskiej drużynie utrzymać się w lidze, bez możliwości grania baraży. Najlepszym strzelcem Wigier został Daniel Ołowniuk z dziewięcioma golami na koncie, za nim znalazł się Karol Drągowski (7 bramek), a na trzecim miejscu – wypożyczony przed sezonem z SMSu Łódź Maciej Makuszewski, który walnie przyczynił się do utrzymania suwalskiego zespołu, strzelając dwie bramki w dwóch ostatnich meczach sezonu, które decydowały o zwycięstwie Wigier.

#### Sezon 2009/2010
Zarząd Wigier rozpoczął przygotowania do nowego sezonu od przedłużenia umowy z dotychczasowym trenerem Zbigniewem Kaczmarkiem. Z klubu odeszło kilku piłkarzy, m.in. Andrzej Niewulis, który przeszedł do Jagiellonii Białystok; Łukasz Stasiak powrócił z wypożyczenia do Concordii Piotrków Tryb. oraz Janusz Bucholc i Piotr Rybkiewicz, którym skończyły się kontrakty.
Wigry wznowiły treningi 24 czerwca. W okresie przygotowawczym do sezonu, w barwach Wigier z drużyną trenowało dziewięciu nowych piłkarzy, w tym czterech obcokrajowców: dwóch Białorusinów, Litwin i Nigeryjczyk. Część z nich, została sprawdzona w sparingach. Pierwszy z meczów kontrolnych, z pierwszoligowym Zniczem Pruszków, Wigry przegrały, tracąc dwie bramki i nie strzelając ani jednej. Kolejny pojedynek Wigry rozegrały z zespołem z litewskiej drugiej ligi – FK Alytis Alytus. Suwalczanie wygrali to spotkanie 3:1. Trzeci mecz kontrolny suwalczanie rozegrali z potentatem pierwszej ligi litewskiej Vetrą Wilno. Przegrali go 0:2. 9 lipca na oficjalnej stronie internetowej klubu podano oświadczenie o rozwiązaniu kontraktu za porozumieniem obu stron z rezerwowym bramkarzem Przemysławem Masłowskim. Kolejny mecz sparingowy Wigry rozegrały z Jagiellonią Białystok, który przegrały 0:4. Następny mecz kontrolny również zakończył się niepowodzeniem suwalczan – przegrana 1:4 z ówczesnym liderem pierwszej ligi litewskiej Sūduvą Mariampol. W kolejnym meczu Wigry odnotowały zwycięstwo, spotkanie z Turem Bielsk Podlaski zakończyło się wynikiem 2:0 dla suwalczan. Ostatni mecz sparingowy przed rozpoczęciem rozgrywek ligowych z Sokołem Sokółka, Wigry rozegrały na swoim stadionie. Spotkanie zwyciężyli suwalscy piłkarze wynikiem 3:0.

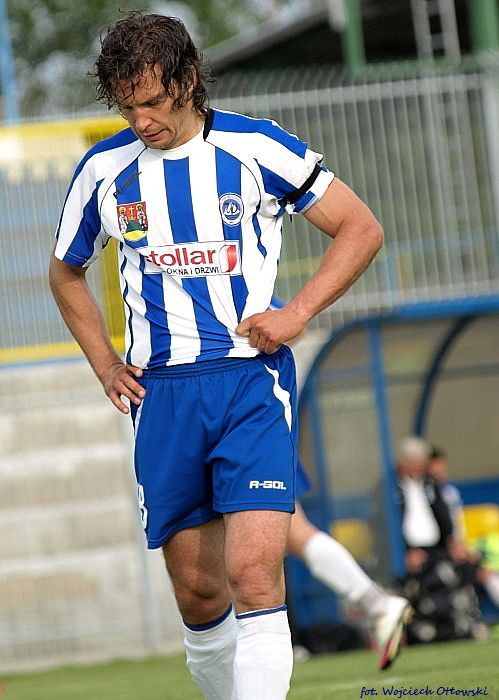
Najlepszy strzelec Wigier w sezonie – Gražvydas Mikulėnas

Inauguracją sezonu był mecz z beniaminkiem ligi – Olimpią Elbląg. Mecz rozgrywany na wyjeździe zakończył się porażką suwalczan 0:1. W kolejnym spotkaniu rozgrywanym w ramach Pucharu Polski w Puławach z miejscową Wisłą suwalczanie również odnieśli klęskę. Następny mecz z LKS Nieciecza, który był rozgrywany w Suwałkach zakończył się bezbramkowym remisem. Był to pierwszy punkt zdobyty przez suwalczan w tym sezonie. W tym meczu zadebiutował testowany przed sezonem Nigeryjczyk Michael Olakitan Sanni, który dwa dni przed spotkaniem dostał pozwolenie na pracę w Unii Europejskiej. Po trzeciej kolejce ligowej i przegranym spotkaniu z Ruchem Wysokie Mazowieckie, do klubu powrócił Maciej Makuszewski, któremu nie powiodło się podpisać kontraktu z zagranicznym AC Ajaccio i występującą w Ekstraklasie Polonią Bytom. Ponadto zespół wzmocnił 22 letni napastnik Vitālijs Ziļs, który występował w juniorskich reprezentacjach Łotwy. Wzmocnienia miały rozwiązać problem ze skutecznością, gdyż suwalski klub w czterech pierwszych spotkaniach sezonu nie zdobył ani jednej bramki. Przełamanie nadeszło już w następnym meczu, kiedy to Wigry na swoim stadionie zremisowały 1:1 z Pelikanem Łowicz. Bramkę dla gospodarzy zdobył Sebastian Świerzbiński. Na pierwsze zwycięstwo w sezonie, kibice suwalskiego klubu musieli czekać do szóstej kolejki ligowej, kiedy Wigry podejmowały Kolejarz Stróże. Mecz zakończył się rezultatem 3:2, a dla gospodarzy bramki zdobyli Daniel Ołowniuk (dwie) i Vitālijs Ziļs. W międzyczasie nietypowy wynik w meczu ligowym zdobył jeden z młodzieżowych zespołów Wigier. Juniorzy starsi OSiR Wigry Suwałki pokonali Krypniankę Krypno 33:0. W kolejnych spotkaniach pierwszy zespół Wigier nie doznawał porażki. Dzięki passie dziewięciu meczów bez przegranej od meczu z Ruchem Wysokie Mazowieckie Wigry awansowały do górnej połowy tabeli ligowej. Klubem który przerwał hossę suwalskiego zespołu był Okocimski KS Brzesko, który w meczu rozgrywanym w ramach 13 kolejki ligowej, pokonał Wigry 2:1. W kolejnych pięciu spotkaniach do końca pierwszej serii gier, Wigry odniosły cztery zwycięstwa i jeden remis. Umożliwiło to suwalskiemu klubowi uplasowanie się na ósmej pozycji w ligowej tabeli na półmetku sezonu. Pierwszy mecz rozpoczynający drugą serię spotkań, który de facto był rozgrywany jeszcze w listopadzie 2009r, Wigry przegrały. Spotkanie rozgrywane na wyjeździe z LKS Nieciecza, zakończyło się rezultatem 2:0 dla gospodarzy.
Po zakończeniu rundy jesiennej, klub zorganizował konkurs na najlepszego piłkarza minionej rundy. Konkurs wygrało dwóch piłkarzy, którzy zdobyli równą liczbę głosów przyznawanych przez kibiców. Byli to Marcin Rogoziński i Maciej Makuszewski. Z początkiem grudnia, zarząd Wigier przystąpił do formowania kadry na rundę wiosenną. Na początku tego miesiąca rozwiązano kontrakty z Maciejem Keslerem, Mateuszem Chudzińskim oraz Tomaszem Kotwicą, zaś przedłużono wypożyczenie Jakuba Kowalskiego z SMS-u Łódź. Ponadto pożegnano się z Karolem Drągowskim i Vitālijsem Ziļsem. Na początku stycznia 2010r, o półtora roku przedłużono kontrakt z Przemysławem Makarewiczem. Powiodło się również utrzymanie w kadrze jednego z najlepszych zawodników w rundzie jesiennej – Macieja Makuszewskiego. Przygotowania do rundy wiosennej rozpoczęły się 12 stycznia. 13 stycznia klub poinformował o porozumieniu z doświadczonym litewskim napastnikiem – Gražvydasem Mikulėnasem i podpisaniu z nim półrocznego kontraktu. Transfer ten media okrzyknęły dużym sukcesem Wigier, gdyż udało się ściągnąć mistrza Polski, Chorwacji, Litwy i Łotwy do klubu występującego w drugiej lidze.
W połowie stycznia, drużyna Wigier udała się na obóz przygotowawczy do Mariampola na Litwie. Podczas obozu, zespół wziął udział w towarzyskim turnieju Euroregion Niemen Cup 2010. W półfinale tego turnieju suwalski klub pokonał zespół Czarni Olecko, a w finale poległ z Sūduvą Mariampol. 4 lutego zakończył się obóz przygotowawczy na Litwie, a dzień później Wigry rozegrały mecz sparingowy z Jagiellonią Białystok. Spotkanie rozgrywane w Białymstoku Wigry przegrały 0:1. Po zgrupowaniu na Litwie, Wigry podpisały kontrakt z dwoma litewskimi zawodnikami: Tomasem Statkieviciusem i Gediminasem Paberzisem. W kolejnych meczach sparingowych suwalczanie pokonali FK Šiauliai 1:0, bezbramkowo zremisowali z FBK Kowno, zwyciężyli z FK Banga Gargżdai 3:0 i FK Tauras Taurogi 3:0, przegrali z Sūduvą Mariampol 0:1 i zremisowali z Sokołem Sokółka 2:2. Po meczach sparingowych, trener Wigier Zbigniew Kaczmarek zadecydował o wypożyczeniu Michaela Sanniego do Rominty Gołdap. Ostatni mecz sparingowy przed rozpoczęciem sezonu Wigry rozegrały z FK Alytis Alytus. Suwalczanie pokonali przeciwników 5:0.
Pierwszy mecz rundy wiosennej, który Wigry miały rozegrać z Pelikanem Łowicz został przełożony na późniejszy termin. Powodem dla którego Wydział Gier PZPN zdecydował się na tę decyzję były złe stany nawierzchni u większości drugoligowych klubów. W takiej sytuacji, meczem inaugurującym rozpoczęcie rozgrywek po prawie pięciomiesięcznej przerwie było spotkanie z Przebojem Wolbrom. Wigry zwyciężyły to spotkanie 4:1, a dwie z bramek zdobył nowy nabytek Gražvydas Mikulėnas. Kolejne spotkanie rozgrywane na wyjeździe z Kolejarzem Stróże suwalski klub zremisował 1:1, a bramkę dla suwalczan zdobył także Mikulėnas. Następne spotkanie rozgrywane w Suwałkach, podczas którego gospodarze podejmowali Jezioraka Iławę, suwalczanom udało się wygrać 1:0, a zwycięską bramkę zdobył Maciej Makuszewski. Po trzytygodniowej przerwie w rozgrywkach, spowodowanej żałobą narodową po katastrofie polskiego samolotu rządowego w Smoleńsku, Wigry rozegrały dwa zaległe mecze z początku rundy wiosennej. Oba mecze suwalczanie przegrali: 0:2 z Ruchem Wysokie Mazowieckie i 0:2 z Pelikanem Łowicz. Spotkaniem w którym suwalczanie się przełamali, był mecz rozgrywany w Otwocku z tamtejszym Startem (4:3 dla Wigier). Trzy kolejne mecze podopieczni Zbigniewa Kaczmarka zremisowali: 4:4 ze Stalą Rzeszów, 0:0 z GKS Jastrzębie, 1:1 z Sokołem Aleksandrów Łódzki. Passę tę przełamało spotkanie z Concordią rozgrywane w Piotrkowie Trybunalskim, które Wigry wygrały 2:1. Następny mecz rozgrywany w ramach 30 kolejki ligowej, suwalczanie przegrali – 0:1 z Okocimskim KS Brzesko. Trzy kolejne mecze Wigry zwyciężyły: mecz z Hetmanem Zamoźć walkowerem, który wycofał się z rozgrywek ligowych; 4:0 z Stomil Olsztyn (piłka nożna) i 3:0 ze Świtem Nowy Dwór Mazowiecki. Ostatnie spotkanie sezonu, w którym Wigry już nie miały szans na awans do wyższej klasy rozgrywkowej, był mecz Resovią. Suwalczanie przegrali to spotkanie 2:3. Po zakończeniu sezonu Wigry uplasowały się na ósmej pozycji w ligowej tabeli ze stratą pięciu punktów do drugiego miejsca premiującego awansem. Zdobycz 56 punktów zaliczył zespół z Wysokiego Mazowieckiego, który uplasował się siódmej pozycji jednakże Wigry miały gorszy bilans bezpośrednich spotkań z tym zespołem, dlatego zajęły ósme miejsce. Najlepszym strzelcem w barwach Wigier okazał się Gražvydas Mikulėnas z jedenastoma bramkami na koncie, który do zespołu dołączył w przerwie zimowej.

#### Sezon 2022/2023
25 czerwca 2022 roku zarząd klubu poinformował, że z przyczyn finansowych Wigry zrezygnował z występów w rozgrywkach II ligi, w związku z czym przystąpił on w sezonie 2022/2023 do IV ligi, gr. podlaskiej. Sezon ten zakończyli na 4. miejscu ze stratą 8 punktów do 1. ŁKS-u 1926 Łomża.